# Covid-19-pandemin i Sverige

Antal positivt testade (blått) och registrerade döda med covid (rött) i Sverige mellan mars 2021 till sept 2022. Kumulativt (heldraget) och per dag (prickat).

Covid-19-pandemin i Sverige är en del av den globala pandemin av sjukdomen covid-19, som orsakas av viruset sars-cov-2. Över 20 000 dödsfall (0,20 procent avlidna i befolkningen) hade registrerats med covid-19 i Sverige från att första smittvågen nådde landet i februari 2020 till och med vintern 2023/24, enligt socialstyrelsen och folkhälsomyndigheten. Detta gör covid-19 till den mest dödliga epidemi som har drabbat Sverige sedan Spanska sjukan 1918 då 0,6 procent av befolkningen avled.
Jämfört med andra länder införde myndigheter i Sverige relativt få och begränsade åtgärder för att minska smittspridningen. Något allmänt utegångsförbud infördes aldrig och munskydd rekommenderades under en period i kollektivtrafiken. 
Pandemin har haft stor påverkan på många håll i samhället med bland annat inställda operationer, distansarbete, distansundervisning på gymnasium och högskolor och stora ekonomiska konsekvenser. 

## Sjukdomsbeskrivning
Symptombilden vid covid-19 kan variera från person till person. Symptomen kan ofta vara svåra att skilja från vanlig förkylning, influensa eller allergi. Vissa drabbas bara av lätta förkylningssymptom med snuva, medan andra får en influensaliknande symptombild med huvudvärk, trötthet, feber, halsont och myalgi, smak- och luktbortfall, i allvarligare fall med lunginflammation. Detta kan utvecklas till andningssvikt, septisk chock, lungemboli och/eller multiorgansvikt med njursvikt, och har ibland dödlig utgång.
Sjukdomsbilden har dock förändrats över tid och dödligheten minskat, främst till följd av att mutationer har förändrat viruset och att omikron började dominera över andra covid-19-varianter kring årsskiftet 2021/2022, i kombination med att en hög vaccinationstäckning i Sverige successivt uppnåddes under 2021.

## Sammanfattning av händelseutvecklingen i Sverige
Samma dag som Sveriges första dödsfall inträffade konstaterade Världshälsoorganisationen att virusutbrottet var en pandemi och i Sverige följde flera myndighetsåtgärder. Den 19 mars utfärdades en allmän avrådan om icke nödvändiga resor inom landet och 17 mars, i en EU-koordinerad aktion, begränsades inresor för medborgare från länder utanför EES, inklusive EU. Sveriges regering beslutade att det från och med 29 mars var förbjudet med allmänna sammankomster och offentliga tillställningar med fler än 50 personer och från 24 november 2020 minskades antalet till bara åtta deltagare.
Våren 2020 drabbade pandemin vissa västeuropeiska länder särskilt hårt. Sverige var ett av dessa länder, med fjärde högsta antalet registrerade döda i EU. Siffran gäller döda som var bekräftat smittade med covid-19 kumulativt per capita fram till den 2 juni 2020.
Särskilt äldre människor drabbades av överdödlighet, men även personer i medicinska riskgrupper, ekonomiskt utsatta grupper som bodde trångt och oftare personer med utländsk bakgrund. En grupp som drabbades var personer med allvarlig psykisk sjukdom. I åldersgruppen 60-79 år var död i covid-19 nästan fyra gånger så vanligt bland personer med allvarlig psykisk sjukdom som bland jämnåriga i befolkningen i övrigt.
Fram till den 31 mars 2022 hade 1291 personer i åldersgruppen 60-70 år dött och 485 i åldern 50-60 år, och utöver detta 289 personer under 50 år. Det visar att svår sjukdom inte bara drabbade personer som levde i slutet av livet, och att drygt 10 procent av de döda var under 70 år.
Tätt bebodda områden i Svealand var särskilt utsatta under första vågen av smitta våren 2020. Den första vågen varade från 21 februari till 31 augusti 2020 med en topp i smittspridning och dödlighet med i genomsnitt 100 dödsfall per dag (genomsnitt över sju dagar). Stockholmsregionen var då en av de hårdast drabbade regionerna i Europa.
Andra delar av landet drabbades lindrigare i första vågen men hårdare under andra vågen, vintern 2020/2021. Det gällde bland annat Skåne. Den andra vågen varade från 1 september till 31 januari med en topp kring årsskiftet 2021/2022. Toppen av den andra vågen i mitten av januari 2021 hade i genomsnitt 100 dödsfall per dag. Antalet dödsfall minskar sedan till 20 dödsfall per dag i början av mars (sju dagars genomsnitt). Sveriges befolkning var till stora delar fortsatt ovaccinerad och dödligheten i andra vågen var fortsatt hög och eftersom dödligheten var mer utbredd i tid under andra vågens smittspridningstopp blev antalet döda något större under andra vågen än under första. 
Andra vågen följdes av en tredje som inföll våren 2021, från den 1 februari till 10 juni med smittspridningstopp i april. Denna våg omfattade en ny variant av viruset – alfavarianten – som nu var den vanligast varianten. Tredje vågen orsakade färre dödsfall, med endast omkring 1 500 dödsfall mot sammanlagt något fler än 12 000 under första och andra vågen. Toppen av den tredje vågen nåddes i mitten av april 2021 med i genomsnitt 35 inläggningar på intensivvården per dag. Antalet IVA-inläggningar minskar sedan till 5 inläggningar per dag i början av juni. Dödligheten, som förblev stabil och inte högre 20 dödsfall per dag. Alfavarianten ledde till fler sjukhusinläggningar (se nedan) men färre intensivvårdade och bland de som behövde intensivvård fanns en stor överrepresentation av ovaccinerade. Intensivvårdsregistrets siffror visade att 15 procent av befolkningen var ovaccinerade eller ännu inte fullständigt vaccinerade. Dessa 15 procent utgjorde 60 procent av dem som behövde vårdas på intensivvårdsavdelning. Siffror från Kalifornien visade att risken för dödsfall var 10 gånger högre för ovaccinerade jämfört med personer vaccinerade med tre doser. Den minskade dödligheten berodde alltså till stor del av att vaccintäckningen i befolkningen blivit bättre. En fjärde smittvåg hade sin maximum i januari 2022.
Sammantaget under tiden mars 2020 till våren 2022 hade Sverige högst antal registrerade döda med covid-19 per capita i Norden. Sveriges överdödlighet var också högst i Norden under hela perioden från april 2020 till mars 2022 enligt Human Mortality Database, men näst lägst i Norden enligt Svenska Dagbladet. Skillnaden beror på olika metoder i beräkningen. Överdödligheten var stor i Sverige i början av pandemin men sjönk senare till lägre nivåer när vaccinationsgraden ökade.  En annan bidragande orsak kan vara att den stora dödligheten 2020 orsakade för tidiga dödsfall det året, men att det samtidigt ledde till färre dödsfall åren efteråt då det fanns färre sköra äldre som dog.
Den fjärde vågen av smitta dominerades av omikronvarianten och orsakade en dödlighet i befolkningen som var på samma nivå som en normal influensaperiod enligt Dagens Medicin Toppen av den fjärde vågen nås i början av februari 2022 med ett genomsnitt på 54 dödsfall per dag (7-dagars medelvärde) och sjunker i april under 10. En studie konstaterade dock att risken för svår sjukdom av omikronvarianten är fortsatt hög för individer över 65 år som inte är vaccinerade eller har haft covid-19 tidigare. Antalet dödsfall var cirka 3500 dödsfall från januari 2022 till 1 maj 2022 Det kan alltså bara jämföras med en lite svårare influensavåg. Antalet döda den 1 maj var cirka 18 750. 
Under tiden från maj 2022 till 1 december 2022 hade antal registrerade döda i Sverige vuxit med cirka 2400 personer utan att någon direkt våg av sjukdom hade registrerats. En femte våg av covid-19 drabbade sedan Sverige under december 2022 till januari 2023 och orsakade 2500 nya dödsfall. Antalet 2 500 är inte högt jämfört med influensa men då man lägger till 2400 mellan fjärde och femte vågen så blir antalet högt.
Till skillnad från exempelvis Italien, som var först i Europa med att drabbas hårt av pandemin, lyckades Sverige med sitt mål att intensivvårdskapaciteten skulle räcka för vårdbehovet, genom att smittspridningen begränsades och vårdkapaciteten i intensivvården snabbt byggdes ut. Antalet intensivvårdade patienter var som störst i april 2020 och uppgick då till cirka 550 individer men trots detta var antalet tillgängliga intensivvårdsplatser större. Detta uppnåddes genom nya intensivvårdsplatser inrättades genom omprioriteringar i vården, framförallt genom att planerad vård som krävde tillgång till intensivvård ställdes in. 
Situationen inom svensk intensivvård under pandemins skildras i Coronakommissionen rapport Intensivvården i Sverige under covid-19- pandemin. Ansvariga konstaterade däremot att Sverige inte lyckades med målet att skydda äldre personer särskilt väl. Inte heller hade smittskyddsorganisationer tillräckliga resurser för att klara masstestning och tillhandahålla skyddsutrustning. Sverige avbröt smittspårning bland allmänheten redan i mitten av mars och testningen nådde sedan inte uppställda mål för antal testade personer förrän i september 2020.
Coronakommissionen beskrev i november 2021 den uteblivna masstestningen som ett haveri, och konstaterade att den bristande kapaciteten till storskalig testning hade försvårade smittskyddsarbetet. Kommissionen kritiserade även att Sverige sedan tidigare hade avvecklat beredskapslagren av skyddsutrustning, och att smittskyddslagen skärptes för sent. Man förklarade att problemen orsakades av oklart eller decentraliserat ansvar för smittskyddet. Kommissionen menade samtidigt att regionerna snabbt hade lyckats ställa om vården.
Jämfört med de flesta andra länder har Sverige infört färre begränsningar och förbud under pandemin. Istället tillämpades en linje som byggde på tillit, individuellt ansvar och restriktioner som infördes i en långsammare takt. En tillfällig ändring av smittskyddslagen som infördes den 18 april 2020 gav regeringen rätt att meddela särskilda föreskrifter om tillfälliga begränsningar.  Lagändringen upphörde att gälla vid utgången av juni 2020. En tillfällig pandemilag trädde i kraft den 10 januari 2021 och gav regeringen befogenhet att begränsa hur många personer som fick samlas.  Lagen upphörde att gälla den 1 april 2022.

## Uppkomst av pandemin och dess initiala utbrott i Sverige
På global nivå upptäcktes viruset i Wuhan i Kina slutet av 2019. Den 7 januari 2020 kunde kinesiska myndigheter identifiera viruset som en ny typ av coronavirus. Viruset gavs av WHO det tillfälliga engelska namnet 2019 novel coronavirus, förkortat 2019-nCoV.
Smittans spridning till Sverige och Norden diskuterades i Utredning av den initiala smittspridningen av SARS-CoV-2 till och inom Sverige av Robert Dyrdak och Jan Albert. Man visar att den dominerande smittan kom från Italien och Österrike och att en särskild gentyp spreds i Sverige och sedan också i Finland. Smittan av en typ från Iran fick ingen spridning i Sverige. Inte tidiga varianter från Kina fick någon spridning i Sverige.
Detta är helt andra slutsatser än de som Folkhälsomyndigheten publicerade i juni 2020: Det är alltså troligt att smittan kommit in i Sverige från flera olika länder och att den spreds i dessa länder tidigare än vad som först rapporterats. Utöver den redan kända importen av fall från Italien och Österrike visar förekomsten av olika genetiska grupper också att smitta sannolikt introducerades i landet vid ett flertal tillfällen.
Coronakommissioner skriver: "De flesta som insjuknade i Sverige våren 2020 blev smittade i Sverige, snarare än utomlands. Det innefattar även tidiga fall /.../ dessa mönster i data som starkt stöd för hypotesen att den tidiga spridningen i Sverige till stor del skedde via inhemska smittkedjor snarare än upprepade importer av smitta." 
Det första verifierade fallet av covid-19 i Sverige fick diagnosen den 31 januari 2020 i Jönköping. Patienten var en person som varit i Wuhan i Kina. Efter begäran från Folkhälsomyndigheten klassade regeringen den 1 februari covid-19 som en samhällsfarlig sjukdom. Den 2 mars höjde Folkhälsomyndigheten risknivån i Sverige. Risken för att upptäcka nya fall i Sverige bedömdes då som mycket hög, och risken för allmän spridning i landet bedömdes som måttlig.
Den första inhemska smittspridningen i Sverige, vars smittokälla inte kunde spåras, konstaterades hos två patienter som sökt vård i Stockholm 6 mars 2020. Fyra dagar senare höjdes risknivån för allmän spridning till mycket hög. Det första dödsfallet inträffade den 11 mars i Stockholm. Den 26 mars meddelade statsepidemiolog Anders Tegnell att Stockholms län – men ännu inte landet som helhet – kan ha nått det som inom epidemiologi kallas dag noll, det vill säga den dag när antalet allvarligt sjuka börjar öka mycket snabbt.

## Smittspridning och pandemins utveckling i Sverige

### Första vågen våren 2020
Vad gäller rapporterade avlidna i covid-19 per capita följde Sverige Italiens utveckling med nära tre veckors eftersläpning under större delen av mars och april, fyra veckors eftersläpning vid mitten av maj och sex veckors eftersläpning vid mitten av juni. Under mars månad låg avlidna per capita i fas med Danmark och något under Storbritannien. Under april ökade de inrapporterade dödstalen avsevärt snabbare i Sverige än i Danmark, och Sverige passerade Storbritanniens och Nederländernas dödstal per 100 000 invånare tidigt i maj, och Frankrikes den 2 juni. Sverige hade därmed fjärde högsta antalet rapporterade döda per capita i EU i början av juni.
Belgien, som till skillnad från Sverige hade genomfört en omfattande nedstängning, fick sitt första dödsfall ungefär samtidigt som Sverige, och hade i början av maj högsta dödstalet per capita i världen. Belgien har liknande befolkningstäthet som Stockholms län, och hade också liknande antal avlidna per capita som Stockholms län fram till mitten av juni. Det fanns skillnader i vilka dödsfall som rapporteras in i olika länder, och vissa länder ändrade rapporteringsstrategi under pandemins gång. Detta gjorde det svårt att dra exakta slutsatser om eventuella skillnader i sjukdomens faktiska utbredning eller dödlighet mellan olika länder.
Sammanställningar av överdödligheten, med viss reservation för varierande mätmetoder, visade att Sverige hade högst överdödlighet av de nordiska länderna under 2020, och högre än EU:s genomsnitt, men samtidigt lägre än två tredjedelar av länderna i Europa.

### Hur spreds smittan

#### Asymptomatisk/presymptomatisk smitta och så kallade superspridarhändelser
Hur smittspridningen gick till var mycket omdiskuterat och det fördes diskussioner kring så kallad asymptomatisk smitta, alltså smittbärare utan symptom. Inledningsvis byggde Folkhälsomyndighetens rekommendationer på att personer med symptom skulle stanna hemma och att smittsamheten hos personer med mycket lindriga symptom som individen inte uppmärksammade, enligt Folkhälsomyndigheten var låg. Läkartidningen publicerade i oktober 2020 en artikel som redogjorde för studier som menade att smittorisken kunde vara hög från symtomlösa personer. Detta spelade en stor roll för diskussionen kring huruvida munskydd skulle användas i Sverige. Inledningsvis gav bristen på munskydd inom äldrevården upphov till konflikter mellan fackliga organisationer och Arbetsmiljöverket.
Det visade sig att smittspridning före förekomst av symptom var vanligt vid covid-19 vilket ett flertal vetenskapliga studier visade redan i början av 2020. Smittspridningens mönster avvek från vanlig influensa och insjuknande skedde ofta i kluster – anhopningar av fall ibland utan nära kontakter men som varit i sammanhang där ett flertal personer blivit smittade, vilket ledde till en diskussion om så kallade superspridare.
Sverige har troligen också haft några så kallade superspridare, personer som bidragit till att viruset spridits till oproportionerligt många. Superspridaren är som regel inte medveten om att denne är extremt smittsam. Flera händelser av detta slag kan ha bidragit till smittspridning i Sverige. Två utländska händelser kan ha påverkat smittspridningen i Sverige. Biogens årliga chefskonferens i Boston, i februari 2020. 100 av 175 deltagare insjuknade. Forskning har senare kunnat härleda runt 300 000 fall till smittspridningen under konferensen, främst i USA, Australien, Sverige och Slovakien. I Ischgl, Österrike under februari-mars 2020 bar en servitris på restaurangen Kitzloch på viruset redan den 5 februari men fortsatte arbeta och testade sig först den 9 mars. Under tiden smittades samtliga i personalen och runt sex tusen skidturister från 45 länder, däribland Sverige. Rättsliga processer mot fem namngivna individer i Österrike inleddes i september 2021. Rättsfallet lades ner i november samma år.Flera andra fall med större smittspridning är kända även från Sverige. De redovisas i noterna som följer.

#### Regional spridning

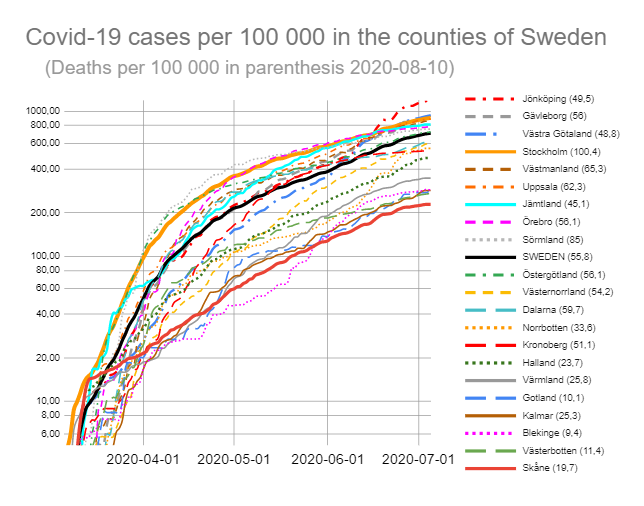
Kumulativt antal bekräftade fall per 100 000 invånare i Sveriges län över tid. (Kumulativt antal döda per 100 000 inom parentes.) Listan över län är sorterad i avtagande ordning efter kurvornas senaste värde. Örebro, Stockholms, Jämtlands och Sörmlands län hade högst antal fall i relation till deras folkmängder den 13 juni, medan Skåne län hade lägst nivå, och låg ungefär 9 veckor efter Stockholm i utvecklingen. En brytpunkt syns när teststrategin ändrades kring 13 mars. Den kan skilja mellan län. Logaritmisk vertikal axel. Datakällor: Folkhälsomyndigheten, SCB.

Efter att sportlovsresenärer i Stockholmsregionen återvänt hem från bland annat Italien och Österrike inträffade en puckel i kurvan över antalet smittade. Det skedde framförallt omkring sportlovets slut den 1 mars och fem dagar framåt. Skidliftar och afterski i fjällvärlden fick fortsätta att ha öppet fram till påskloven. I samband med sportlov och påsklov spreds smittan till Jämtland–Härjedalen som tillfälligt toppade statistiken, men utvecklingen stagnerade där mellan loven.
Den 7 april rapporterade Sveriges Radio att stadsdelar i Stockholms län med mer trångboddhet, som Rinkeby, Kista, Spånga och Tensta, officiellt kallade utsatta områden, hade den högsta andelen av smittade i Stockholm med 400 smittade per 100 000 invånare. Detta motsvarade tre gånger fler än genomsnittet för Stockholms län. Den 21 april bestod fortfarande skillnaderna med 640 smittade per 100 000 invånare i Rinkeby Kista och 580 per 100 000 i Spånga och Tensta mot Stockholms genomsnitt på 260 per 100 000. De mest drabbade stadsdelsområdena i Stockholms kommun, sett till totalt antal döda per capita var den 5 juni Rinkeby-Kista, Spånga-Tensta och Skärholmen. Anders Tegnell sade att "Det finns absolut aspekter på den här smittan som talar för att trångboddhet är en riskfaktor."
Andra tätt bebodda län, som Skåne och Västra Götaland hade under våren 2020 lägre smittspridning än Stockholm i utvecklingen av antal smittade per capita fram till mitten av juni.
Antal bekräftade smittfall i relation till folkmängd var högst i Sörmlands, Örebro, Jämtlands och Stockholms län (totalt sedan start till den 13 juni), och lägst i Skåne län. Flera av länen är på pendlingsavstånd från varandra. Antal döda i relation till folkmängden var högst i Stockholms län följt av Sörmlands, Västmanlands och Dalarnas län, och lägst i Blekinge län (totalt sedan start till den 13 juni 2020).
De hårdast drabbade svenska kommunerna mätt i avlidna per capita från start fram till den 5 juni 2020 var Älvkarleby, Kramfors, Laxå, Borlänge, Vingåker, Gnesta, Katrineholm och Upplands Väsby.

### Testning och sjukdomens utbredning
Coronautbrottet medförde en större belastning för hälso- och sjukvården. Första testet togs fram den 3 februari 2020 av forskaren Mikael Kubista och hans kollegor. Den 13 mars 2020 beslutade Folkhälsomyndigheten att bara testa personer på sjukhus eller som tillhör riskgrupper för det nya coronaviruset, eftersom det viktigaste var att prioritera gamla och sjuka samt personal inom vård och omsorg.  Detta försvårade smittspårningen och gjorde att statistiken över bekräftade sjukdomsfall under den första vågen är kraftigt underskattad i statistiken. I maj beslutades att fler skulle testas eftersom det fanns kapacitet att testa 100 000 personer i veckan.
Antalet verkligt smittade antas alltså ha varit betydligt högre än vad som redovisades under de veckorna. Under sista veckan i mars genomfördes en stickprovsundersökning som visade att 2,5% av Stockholms befolkning var smittade vid provtillfället. Man satte samtidigt upp mål för att bygga ut testkapaciteten  i syfte att kuna fortsätta testa inom hälso- och sjukvård samt att låta personer med milda symptom och negativt covid-19-test återgå till arbetet. 
Ett serumtest som gjordes på blodgivare i Stockholmsområdet i mitten av april 2020 visade att minst 11 av 100 hade utvecklat antikroppar mot covid-19. Den egentliga siffran troddes då vara högre eftersom testet gjordes någon vecka tidigare, och det tar cirka 14 dagar efter infektionen innan man utvecklar antikroppar. Testet var inte heller 100-procentigt känsligt, utan hade en sensitivitet på 70–80 procent. Några befarades dessutom testa negativt trots att de haft sjukdomen. En dag senare berättade forskarna som hade gjort studien att resultaten inte var tillförlitliga eftersom blodproven kunde ha blandats ihop med prover från personer som hade lämnat blodprov i forskningssyfte efter att ha haft covid-19. 
Under maj och juni 2020 inleddes en diskussion om antalet tester som gjordes i Sverige. Ett mål sattes av regeringen under april om att 100 000 skulle kunna testas i veckan, men under maj testades bara ungefär 30 000 i veckan. Socialminister Lena Hallengren uttryckte i slutet av maj att det fanns kapacitet att testa 100 000 i veckan, men att olika regioner, som i hög grad ansvarade för testerna, av olika anledningar inte skalat upp antalet tester. Det hela ledde till en politisk diskussion där bland annat Centerpartiets vikarierande partiledare Anders W Jonsson efterfrågade en förändrad strategi, med fokus på att aktivt testa alla med symtom, återuppta smittspårning, tillfälligt ändra smittskyddslagen, att bryta smittkedjor och öka möjligheten för regionala insatser. I början av juni öronmärkte regeringen 6 miljarder kronor för att öka antalet tester, vilket kompletterades med ett avtal mellan stat, kommuner och regioner, för att få fart på testningen. Dock skulle fortsatt testning enbart ske efter medicinsk bedömning.
Av olika anledningar kom inte masstestningen att byggas ut i full skala förrän i september 2020. Testningen under pandemin diskuteras utförligt i kapitel 7 "Provtagning och smittspårning" i Coronakommissionens rapport Sverige under pandemin Volym 1. 

### Diskussionen om flockimmunitet
Under våren 2020 fördes en diskussion om flockimmunitet. Statsepidemiolog Anders Tegnell förnekade att flockimmunitet i sig skulle vara ett mål för den svenska politiken, utan menade att flockimmunitet är ett tillstånd som landet förr eller senare uppnår oavsett. Istället beskrevs målet vara att bromsa smittspridningstakten tillräckligt för att undvika att sjukvården blev överbelastad, och att minimera spridningen till gamla och sjuka. Målet var inte att minimera spridningen till befolkningen i stort, eftersom man inte räknade med att vaccin skulle utvecklas i närtid, så ville man inte dra ut på smittspridningen och stänga ned samhället onödigt länge, då det förutom pengar och arbeten också kunde kosta liv. I juni sa Tegnell dock att Sverige borde ha infört vissa restriktioner tidigare, men ändå inte stänga ned samhället som andra länder hade gjort.
Tegnell menade redan i april 2020 att Stockholm snart skulle uppnå flockimmunitet tillsammans med andra delar av Sverige som blivit hårt drabbade av coronaviruset, och att Sverige skulle nå en tillräcklig flockimmunitet innan det fanns ett vaccin. Uttalandet byggde på modeller av sjukdomsspridningen som pekade mot att befolkningen i stor utsträckning skulle ha förvärvad immunitet mot sjukdomen. Modellerna byggde på undersökningen som visade att 2,5% av Stockholms befolkning var smittade i månadsskiftet mars-april  samt att PCR-tester visar positivt under 5 dagar vid covid-19-smitta.  I själva verket visar PCR-tester positivt under 17 dagar i genomsnitt och modellerna överskattade därför antalet som hade varit smittade.  Det visade sig senare när serumstudier genomfördes att mycket färre hade haft sjukdomen än vad dessa modeller förutsett. En felaktig modell av Tom Britton, matematisk statistiker vid Stockholms universitet som bland annat forskat på modeller för smittsamma sjukdomars utbredning, visade att hälften av Stockholms invånare skulle ha smittats av coronaviruset i slutet av maj 2020 vilket skulle innebära flockimmunitet. Felet berodde på att modellen baserades på hur vanlig influensa sprids, men coronavirus sprids mera ojämnt som klustersmitta varför färre smittas.

### Andra vågen hösten 2020 och vintern 2020–2021
I juli 2020 utgick Folkhälsomyndigheten från att andra vågen skulle bli mildare och främst bestå av klusterutbrott. Denna uppfattning byggde på föreställningen om en spridd immunitet i befolkning, vilket var fel som visats ovan.
Hösten 2020 tog smittspridningen ny fart i Sverige efter att ha varit mycket låg under sommaren. Efter en lugn sommar noterades i början av augusti att smittspridningen hade börjat öka igen Under november nådde smittspridningen vissa dagar över 5000 bekräftat sjuka dagligen. och antalet inläggningar inom sjukvården ökade också. Flera medier började prata om en andra våg, även om Anders Tegnell inledningsvis undvek att använda det begreppet. Enligt Tegnell kännetecknades den dock bland annat av en större geografisk spridning, och att storstäderna inte längre var lika tydliga centrum för smittspridningen. Den andra vågen tilltog när vädret blev kallare, vilket kan ha spelat in av flera orsaker. Den kraftiga ökningen av antalet smittade kom något senare i Sverige än i många andra länder, främst de i södra Europa.
SOU 2021:89 gör bedömningen att Sverige klarade pandemin som ett genomsnittligt europeiskt land och andra vågens smittspridning ändrade inte den bilden. Flera europeiska länder drabbades hårdare av andra vågen än den första vilket i hög grad gällde Östeuropa. Sverige drabbades som ett genomsnittligt europeiskt land. Samtidigt hade de svenska regioner som klarade sig bäst, ändå högre andelar avlidna i jämförelse med andra länder i Norden. I likhet med den första vågen drabbades Sverige alltså betydligt hårdare än övriga Norden, i synnerhet Norge och Finland, medan smittspridningen var i paritet med länder i övriga Europa, som Nederländerna, Belgien och Storbritannien. Det var i slutet av 2020 oklart vad som föranledde dessa regionala skillnader i Europa.

### Tredje vågen våren 2021
I början av mars 2021 påtalade Folkhälsomyndigheten risken för en tredje våg. I scenarier som sträckte sig från mars till maj pekade man på stora risker för en sådan tredje våg, om inte rekommendationer och regler följdes. Man pekade på att fler åtgärder, som begränsningar och nedstängningar av verksamheter, kunde bli nödvändiga om inte smittspridningen avtog. Man hoppades att smittspridningen och antalet svåra sjukdomsfall skulle kunna stävjas av tilltagande vaccination, men ökad förekomst av muterade virusvarianter bidrog till ökat behov av att minska smittspridningen samtidigt som vaccinationsprogrammen genomfördes.

### Fjärde vågen sommaren 2021 – våren 2022
Den fjärde vågen startade i juli 2021 när deltavarianten dominerade. Under sommaren och större delen av hösten var det låga nivåer av smittspridning. I slutet av november 2021 ökade smittspridningen och nådde sin topp i januari 2022. på grund av förändrade testrekommendationer under denna period är dock utvecklingen av fjärde vågen svårtolkad.
Efter jul- och nyårsfirandet inleddes 2022 med en kraftig våg av smittspridning i Sverige. Vecka fem registrerades 3 223 nya fall av covid-19 i region Stockholm och vecka åtta hade denna siffra fördubblats till 6 336 fall.
Trots den omfattande smittspridningen gav den fjärde vågen färre fall av allvarlig sjukdom jämfört med tidigare vågor. Detta berodde på att smittan nu främst fördes vidare av den nya omikronvarianten, tillsammans med en hög vaccinationstäckning. Detta innebar att färre behövde intensivvård och att antalet avlidna blev färre jämfört med tidigare vågor.

### Dödlighet i covid-19 och överdödlighet
Det finns två olika datakällor med statistik över antalet döda i covid-19 i Sverige: avlidna i covid-19 enligt Socialstyrelsens dödsorsaksregister samt avlidna med laboratoriebekräftad covid-19 enligt Folkhälsomyndigheten register. Socialstyrelsens statistik visar dödsfall med covid-19 som underliggande dödsorsak enligt dödsorsaksintyg.  Folkhälsomyndighetens statistik visar antalet personer som avlidit inom 30 dagar efter en covid-19 diagnos, oavsett dödsorsak. I vissa fall tas dödsfall bort ur statistiken om det är känt av Smittskyddsenheten att dödsorsaken inte varit relaterad till covid-19.  I december 2022 hade drygt 18 600 personer avlidit med covid-19 som underliggande dödsorsak varav knappt 16 600 var över 70 år.  Över 22 400 personer i Sverige hade avlidit efter en covid-19-diagnos varav 20 000 var över 70 år .
Dessutom analyserar Folkhälsomyndigheten Skatteverkets data över antalet dödsfall i Sverige varje vecka (oavsett dödsorsak) genom en statistisk modell. Modellen jämför dödligheten, på engelska så kallad all-cause mortality, mot den dödlighet som är förväntad för årstiden. Antalet dödsfall över det förväntade värdet kallas överdödlighet.  Enligt en analys i mars 2021 överensstämde antalet covid-19-dödsfall enligt såväl Folkhälsomyndighetens som Socialstyrelsens definitioner väl med överdödligheten under 2020.  Folkhälsomyndigheten analyserar överdödligheten löpande och publicerar veckovis rapporter om överdödligheten i relation till avlidna bekräftade covidfall. Rapporterna visar diagram med kurvor för normaldödlighet, faktisk dödlighet och coviddödlighet i Sverige men inga jämförelser av siffror.
Ökad dödlighet i befolkningen leder till en medellivslängdsförkortning. Medellivslängden i Sverige förkortades under år 2020 med 0,4 år för kvinnor och 0,7 år för män  , och innebar en återgång till 2018 respektive 2017 års medellivslängd, men medellivslängden återgick till förväntad nivå redan 2021. Förkortningen år 2020 var den största sänkningen av medellivslängden som inträffat ett år i Sverige sedan 1940-talet. Förkortningen var mindre än genomsnittet i Europa (0,9 års förkortning år 2020, ytterligare 0,3 år 2021). En period av överdödlighet kan följas av en period av underdödlighet. För Sveriges del minskade överdödligheten redan 2021 och 2022, medan den var högre i de nordiska länderna särskilt 2022. Sveriges låga överdödlighet 2021 kan bero på att hög vaccinationsgrad uppnåddes bland riskgrupper då, att många redan hade smittats, och/eller att många i riskgrupper redan hade dött. 
Var för sig resulterade de enskilda covid-19-smittvågorna under år 2020 i en överdödlighet i Sverige som är jämförbar med den svåra influensaepidemin 1993, som inträffade innan influensavaccin var vanligt, men tillsammans har covid-vågorna orsakat en betydligt större dödlighet. 

### Allvarlig sjukdom och vårdbehov
Totalt diagnosticerade 181 861 fall vecka 45-51 2020, varav 3 624 (=2 procent) vårdades på sjukhus. Under vecka 12-16 2021 vårdades 3,2 procent (=4 260 personer) av 133 902. Hela 8 procent av de smittade i åldersgruppen 56-69 behövde slutenvård vecka 12-16 under tredje vågen. Andelen inlagda kvinnor vecka 45-51 var 1,5 procent och 2,5 procent under perioden vecka 12-16. Motsvarande andel män var 2,5 procent under perioden vecka 45-51 och 3,8 procent under perioden vecka 12-16. Risken att behöva sluten vård för covid-19 under tredje vågen (vecka 12-16 2021) var högre för både kvinnor och män jämfört med andra vågen (vecka 45-51 2020). Den relativa risken att sjukhusvårdas under tredje vågen var 64 procent högre jämfört med under andra vågen efter justeringar för kön, ålder och region.  Efter den tredje smittvågen kom den fjärde med omikronvarianten som började spridas i slutet av våren 2021. Omikron orsakade en mycket hög smittspridning, men då vaccinationen hade fått sitt genomslag blev färre svårt sjuka. Sedan 1 april 2022 klassas inte längre viruset som en samhällsfarlig sjukdom.

## Åtgärder mot smittspridningen
Folkhälsomyndigheten är expertmyndighet för smittskyddsarbete i Sverige. Myndigheten ansvarar för samordning av smittskyddet på nationell nivå och ska ta de initiativ som krävs för att upprätthålla ett effektivt smittskydd. Folkhälsomyndigheten ska, enligt sin instruktion, även övervaka smittspridningen samt ta fram planer och initiativ till åtgärder för att hindra den. Detta gäller dock bara de områden som berör själva smittspridningen, medan regeringen ansvarar för andra överväganden, bland annat vad gäller ekonomiska åtgärder. Det stora myndighetsansvaret härrör ur svensk förvaltningshistoria, som delvis skiljer sig från många andra länder, inklusive Sveriges grannländer, som Danmark och Finland.

### Sveriges coronastrategi
Samtliga regioner i Sverige bytte strategi och avbröt smittspårningen redan i mitten av mars, på Folkhälsomyndighetens inrådan för att Stockholms region då hade nått ett kapacitetstak. Sverige har, till skillnad från många andra länder, inte genomfört tvingande karantän av utlandsresenärer och utegångsförbud för befolkningen, och inte i samma utsträckning stängt ned för- och grundskolor, restauranger och skidorter. Sverige har successivt infört restriktioner, och myndigheter har förändrat sina råd när läget har förändrats. Motiveringen var att man trodde att de negativa effekterna i det långa loppet skulle bli större än de positiva vid en snabb och total nedstängning, eftersom sjukvården skulle tappa personal som var småbarnsföräldrar, och eftersom befolkningens motivering att följa restriktioner annars skulle sjunka med tiden och vid senare smittspridningsvågor. Istället för direkta tvångsåtgärder har befolkningen fått tillit och större eget ansvar. De grundläggande råden är förutom god handhygien och distansering att personer med symptom och i riskgrupp ska stanna hemma, att personer som kan arbeta hemifrån ska göra det, men att samhällsviktiga funktioner ska upprätthållas så länge som möjligt.
Enligt den svenska grundlagen krävs ändring av lag för att begränsa fri- och rättigheter som rörelsefrihet, mötesfrihet eller demonstrationsfrihet. En tillfällig ändring av smittskyddslagen som infördes den 18 april 2020 gav regeringen rätt att meddela särskilda föreskrifter om bland annat tillfälliga begränsningar för folksamlingar, tillfällig nedstängning av verksamheter som samlar många människor och tillfälliga begränsningar av transporter.  Lagändringen utnyttjades aldrig till fullo och upphörde att gälla vid utgången av juni 2020. Den tillfälliga pandemilagen som trädde i kraft den 10 januari 2021  gjorde det möjligt för regeringen att begränsa bland annat antalet besökare i handelsplatser och idrottsanläggningar och antalet deltagare i privata sammankomster.  Lagen upphörde att gälla den 1 april 2022.

### Allmänna rekommendationer
För att stävja pandemin rekommenderade Världshälsoorganisationen (WHO) att ofta tvätta händerna noggrant med tvål och vatten, att hålla minst en meters avstånd från varandra, att undvika att röra ögon, näsa och mun med händerna samt att stanna hemma om man hade minsta symptom. Hade man varit i områden med känd smitta utfärdade WHO rekommendationer om extra noggrann vaksamhet över symptom.
Folkhälsomyndigheten upprepade flera av dessa rekommendationer, och uppmanade alla med symptom att stanna hemma minst två dagar efter att symptom försvunnit. Man rekommenderade att tvätta händerna i minst 20 sekunder och att hosta och nysa i armvecket. En ytterligare rekommendation var att inte träffa äldre personer eller personer i riskgrupper i onödan, för att undvika att smitta dem. Personer över 70 år och de i riskgrupper uppmanades att begränsa fysiska kontakter med andra människor under pandemin och att försöka hålla sig hemma, att undvika kollektivtrafik, affärer eller andra offentliga lokaler. Samtidigt uppmanade man äldre till promenader i naturen i områden med få människor.
Folkhälsomyndigheten rekommenderade munskydd i kollektivtrafiken under rusningstrafik först den 7 januari 2021, vilket var mycket senare än de flesta andra länder. Det senfärdiga beslutet berodde på att forskningsläget kring effekterna av allmänhetens bruk av munskydd för att minska smittspridning tidigare varit osäkert, tillsammans med idéer om att munskydd istället skapade en falsk trygghet. Rekommendationen om munskydd upphörde den 1 juli 2021. Enligt Coronakommissionens andra delrapport borde inte Folkhälsomyndigheten ha avvisat munskydd som skyddsåtgärd i kollektivtrafik och inomhus. Anvisningar om munskydd borde ha gällt så snart det fanns tillgång till munskydd.
Folkhälsomyndighetens rekommendation för gravida kvinnor var att vidta samma försiktighetsåtgärder som vid andra smittsamma sjukdomar. FN:s ansvariga organ UNFPA konstaterade att det inte fanns någon tillgänglig evidens för att gravida kvinnor skulle drabbas särskilt hårt av covid-19, men att det är viktigt att de förändringar i immunförsvar och i kroppen i övrigt som inträffar efter graviditeten beaktas, bland annat vad gäller tillgång till säker förlossningsvård, mödravård och postnatal vård. I maj 2020 betonade man också vikten av att gravida kvinnor med andningssvårigheter skulle ges hög prioritet, liksom att mödravården, och neonatala avdelningar skulle separeras från identifierade fall av covid-19.

### Rekommendationer till personer över 70 år
Äldre och multisjuka personer (med flera underliggande sjukdomar) avled oftare till följd av viruset. Exakt vilka som tillhörde riskgrupperna är inte helt klarlagt, men enligt Folkhälsomyndigheten var det särskilt personer som var 70 år och äldre med minst en faktor av högt blodtryck, hjärt-kärlsjukdom, lungsjukdom (utom astma), fetma eller diabetes. För personer under 70 år är riskfaktorerna snarlika, men inte identiska. En riskfaktor som tillkommer för åldersgruppen är sjukdom som kan leda till allvarligt tillstånd vid luftvägsinfektion. Kontrollerade fall av medicinerat högt blodtryck eller diabetes utgjorde i sig troligtvis ingen förhöjd risk för åldersgruppen. Tillfälligt nedsatt immunförsvar kunde eventuellt vara en riskfaktor, exempelvis i samband med cancerbehandlingar.
Den 16 mars 2020 införde Folkhälsomyndigheten en rekommendation om att personer 70 år och äldre skulle begränsa sina sociala kontakter och undvika platser där många personer samlas.  Anders Tegnell beskrev i Aktuellt den 24 mars 2020 att den svenska strategin byggde på de två benen att isolera och skydda äldre och andra riskgrupper, och att minska kontakter mellan friska och sjuka.
Under maj månad 2020 genomförde Folkhälsomyndigheten en egen utvärdering av råden för äldre, som offentliggjordes 27 maj. Sammanfattningsvis var slutsatserna att åldersgränsen för de råd som tidigare hade givits skulle kvarstå, och att riskförändringen även för unga äldre (omkring sjuttioårsåldern) inte var stor. Samtidigt förtydligade man i samband med att utvärderingen offentliggjordes att sociala aktiviteter och kontakter utomhus var okej, om man kunde hålla avstånd. I oktober 2020 rapporterade Folkhälsomyndigheten om konsekvenserna för personer 70 år och äldre av smittskyddsåtgärderna mot covid-19.  Många äldre var frustrerade och upplevde att de särbehandlades. Många saknade sociala sammanhang. De som redan var socialt, ekonomiskt och hälsomässigt utsatta mådde sämre och oro och ångest hade ökat. Den 22 oktober 2020 togs de speciella rekommendationerna till äldre bort. 

Informationsbroschyr från Folkhälsomyndigheten om hur man undviker smitta.
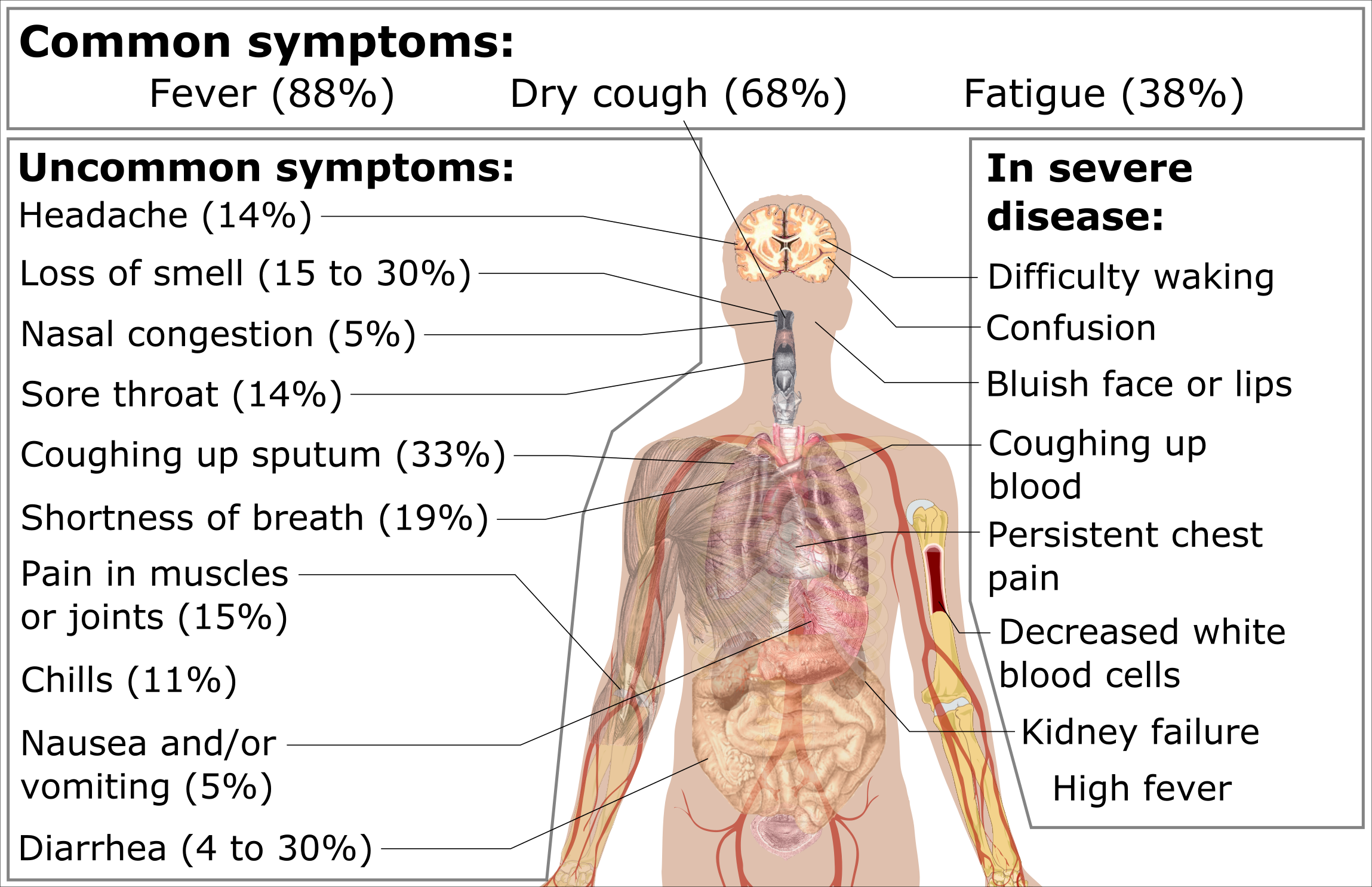
Symptom på covid-19.
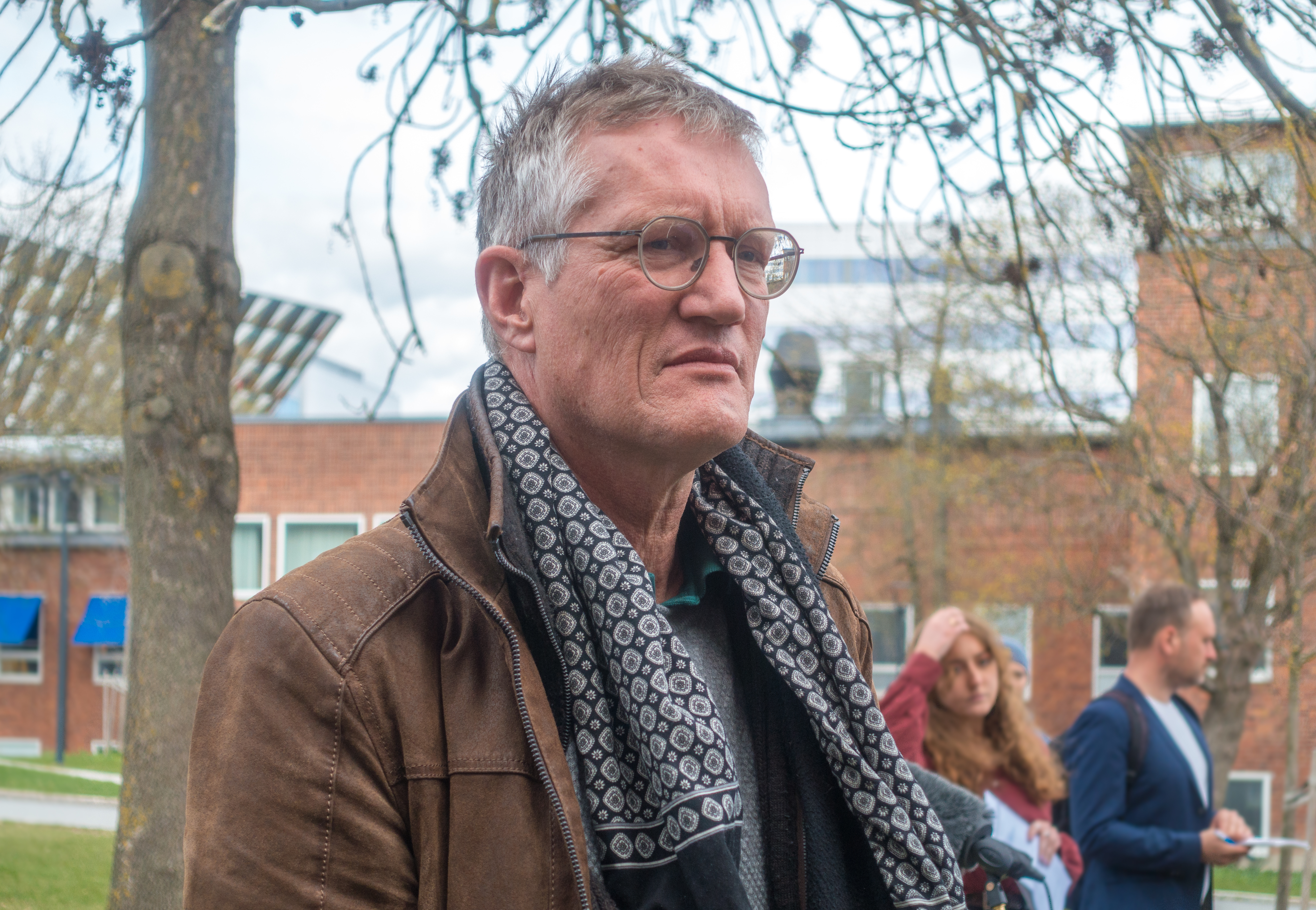
Statsepidemiolog Anders Tegnell.
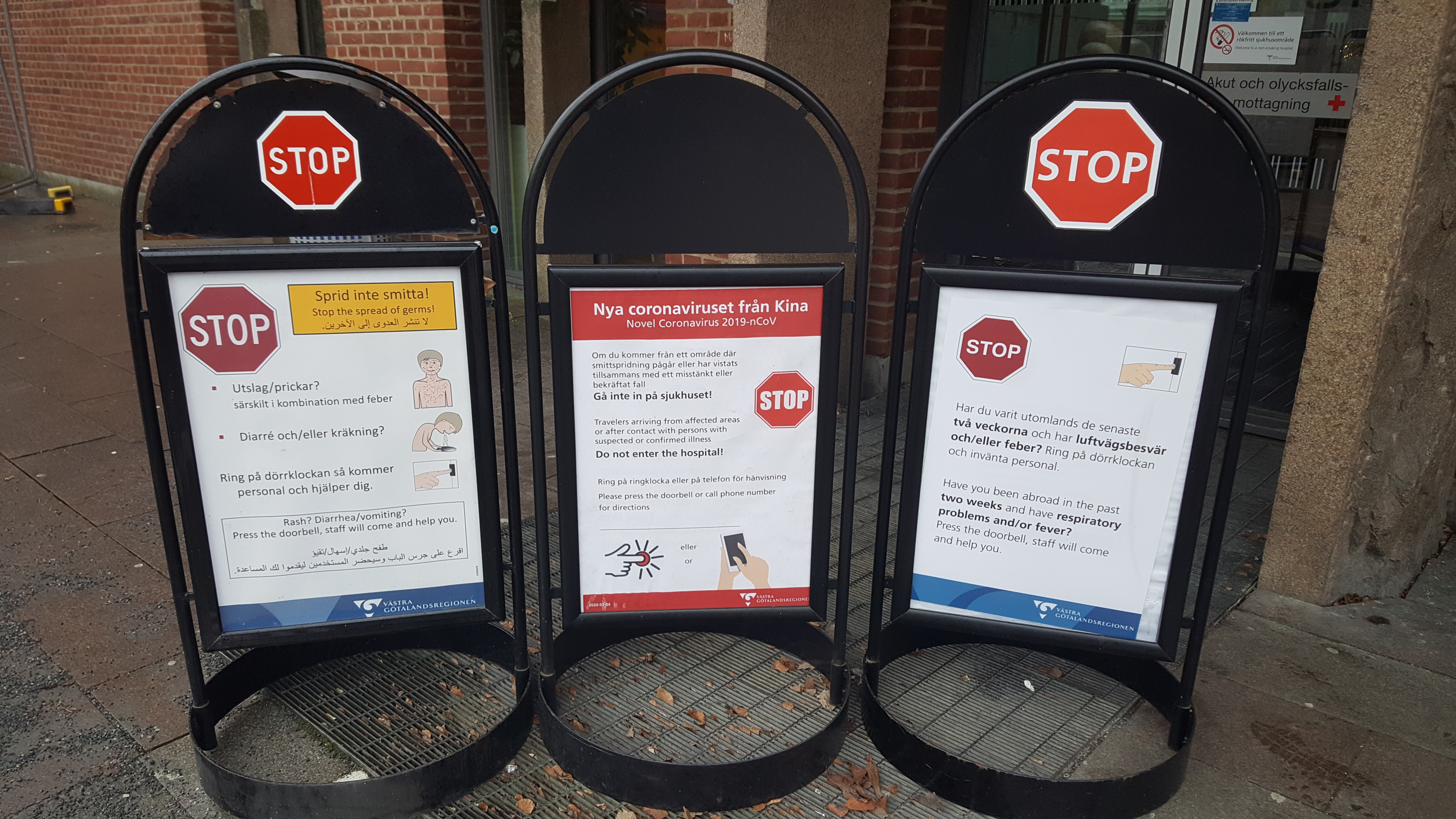
Gatuskyltar utanför Sahlgrenska universitetssjukhuset som meddelar att personer som kan misstänkas ha viruset ska stanna utanför sjukhuset, ringa på dörrklockan och invänta sjukvårdspersonal (29 februari 2020).
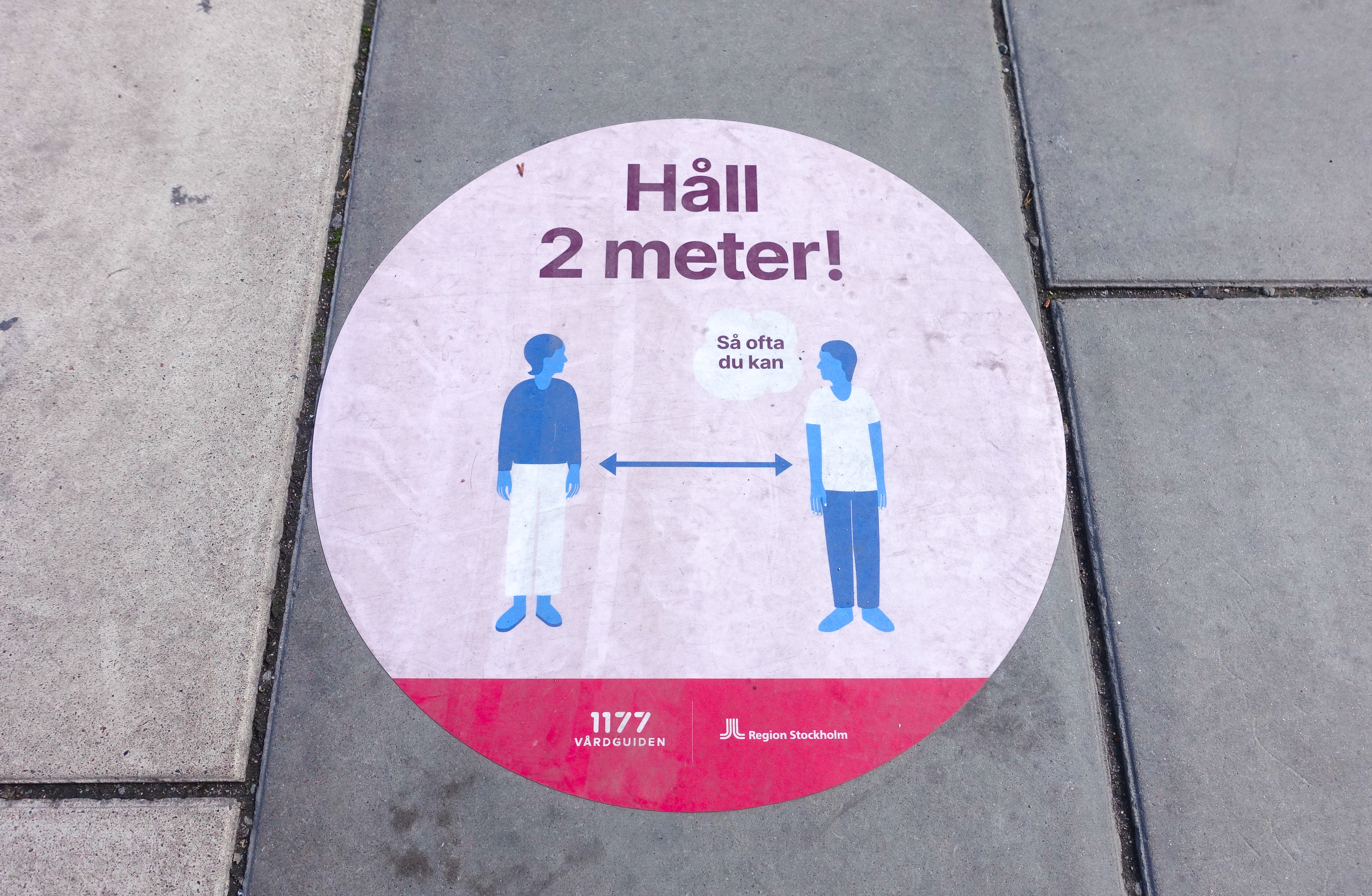
Trottoarinformation.
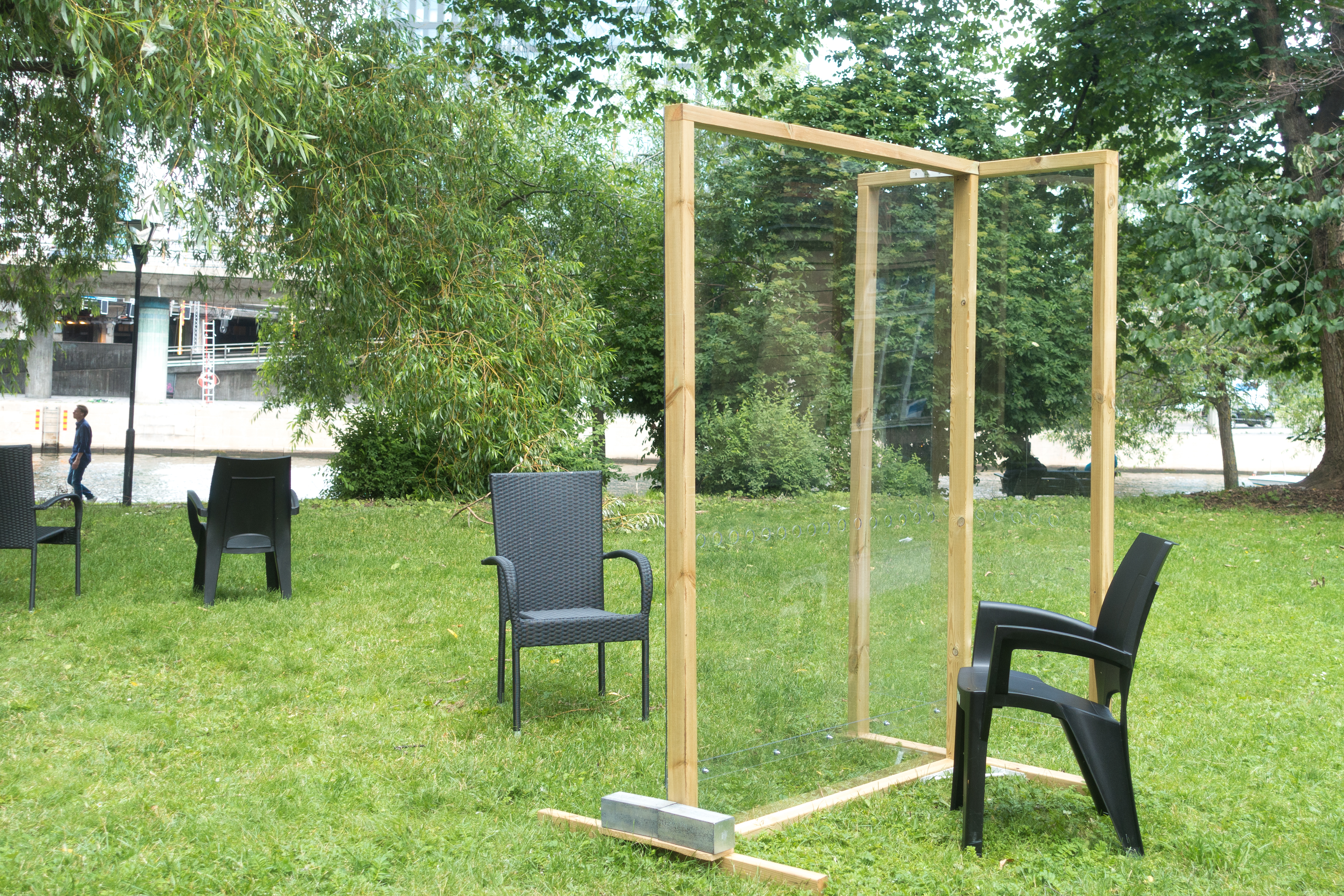
Plexiglasskydd för besökare på äldreboende i Stockholm.

### Lista över förbud
Regeringen och Folkhälsomyndigheten införde följande tillfälliga förbudː
- Icke-medborgares inresor från icke EU/EES-länder stoppades från 19 mars 2020.[161] Inledningsvis gällde förbudet i 30 dagar, men har successivt förlängts. 17 december 2020 förlängdes det tillfälliga inreseförbudet till EU via Sverige till 31 mars 2021.[162] Förbudet slopades 1 april 2022.[163]
- Alla folksamlingar och sammankomster med över 500 deltagare, inklusive kultur- och idrottsevenemang, förbjöds tills vidare 11 mars 2020. Förbudet gällde från och med 12 mars.[164] Förbudet förändrades till att från 29 mars 2020 omfatta alla allmänna sammankomster över 50 personer.[165] Från 1 november 2020 lättades förbudet till att tillåta offentliga tillställningar med max 300 sittande deltagare. Samtidigt förbjöds offentliga danstillställningar för fler än 50 personer.[166][167] Förbud mot att anordna allmänna sammankomster och offentliga tillställningar med fler än åtta deltagare infördes 24 november 2020.[168] Utgångspunkten var att begränsningen inte ska gälla längre än fyra veckor.[169] Restriktionerna angående folksamlingar avvecklades den 9 februari 2022.[170]
- På restauranger och barer tilläts från 24 mars 2020 enbart förtäring av mat och dryck sittande, och enbart bordsservering.[171] Från 20 november 2020 förbjöds alkoholservering efter kl 22.[172] Från 24 december 2020 skärptes förbudet av alkoholservering till kl 20.[173] Från 1 mars 2021 förbjöds serveringar att ha öppet för förtäring från kl 20.30 till 05.00.[174] Restriktionerna lindrades den 1 juli 2021 och utomhus avskaffades begränsningen av sällskapens storlek.[175] Restriktionerna avvecklades den 9 februari 2022.[170]
- Besöksrestriktioner på sjukhus infördes av landsting och i äldrevården av vissa kommuner. Nationellt besöksförbud i äldrevården infördes av regeringen den 31 mars 2020,[176] och upphörde den 1 oktober.[177]
- En tillfällig covid-19-lag infördes 10 januari 2021 som gav myndigheterna möjlighet att införa begränsningar för både verksamheter och platser. Lagen ger möjlighet att begränsa storleken på folksamlingar och att stänga serveringsställen. Lagen gäller först fram till 30 september 2021.[178] Lagen upphörde att gälla den 31 mars 2022.[179]
- Vaccinpass (covidbevis) tillämpas för resor inom EU och EES mellan 1 juli 2021 och 1 juli 2023 och möjliggör resor inom unionen utan andra reserestriktioner, såsom obligatorisk testning eller karantän. Vaccinpass möjliggjorde även offentliga evenemang inomhus med mer än 100 deltagare från den 1 december 2021.[180]
- Flera kommuner införde vaccinationskrav för nyanställningar inom vård och omsorg i slutet av 2021. Haninge kommun införde vaccinationskrav för all nyanställning[181] och Region Dalarna även för befintlig vårdpersonal.[182]

Efter att stora delar av befolkningen hade vaccinerats under 2021 och vaccinationen med en tredje dos för alla mellan 18 och 65 år också till stor delar genomförts avskaffades merparten av restriktionerna den 9 februari 2022.

### Lista över rekommendationer och andra beslut
Därutöver har en rad rekommendationer, och beslut som underlättar efterföljandet av dessa, meddelats av olika svenska myndigheter och regeringen:
- Icke-nödvändiga resor avråds till delar av Kina (26 januari, 17 februari 2020),[184] Iran (3 mars), Italien (6 mars) och överhuvudtaget utomlands (14 mars). Personer som återvänder från dessa länder har fått spendera två veckor i frivillig karantän i hemmet, med smittbärarpenning.[185] Icke-nödvändiga helgresor och andra resor inom Sverige avråds (19 mars),[186] liksom resor längre än 1 till 2 timmars färd med bil eller som innebär många sociala kontakter (13 maj).[187] Från och med 13 juni hävs avrådan om icke-nödvändiga resor inom Sverige,[188] och under juli och augusti 2020 hävde Sverige successivt reserestriktioner till bland annat EU-länder.
- Personer även med minimala symptom på vad som kan vara covid-19 rekommenderas att stanna hemma. Karensdagen avskaffas tillfälligt för att säkerställa att personer som känner sig lite sjuka stannar hemma från arbetet. Tiden man kan sjukskriva sig utan läkarintyg förlängs från 7 till 14 dagar (11 mars 2020).[189]
- Personer som är över 70 år gamla rekommenderas att stanna hemma, men kan ta promenader på avstånd från andra. Arbetsgivare i synnerhet i Stockholm rekommenderas att uppmana sina anställda att om möjligt arbeta från hemmet (16 mars).[190]
- Högskoleprovet i april ställs in (13 mars 2020)[191] liksom nationella prov vårterminen 2020. (23 mars)[192]

### Smittspridningsåtgärder inom utbildningen
Genom hela pandemin var Folkhälsomyndighetens generella inställning att förskolor och grundskolor skulle hållas öppna. Bland annat pekade man på att vårdpersonal och annan viktig personal inte skulle tvingas stanna hemma från arbetet för att ta hand om sina barn eller att mor- och farföräldrar i riskzon skulle vårda barnen. Regeringen beslutade att skolor som höll öppet skulle få möjlighet till flexibla lösningar som distansundervisning och att förlänga terminen. Gymnasieskolor, universitet, högskolor och vuxenutbildning hölls öppna under en tid, men efter att Folkhälsomyndigheten från den 18 mars rekommenderat stängning, med vissa undantag, bedrevs undervisningen på distans.
Den 29 maj 2020 ändrade Folkhälsomyndigheten sina rekommendationer, vilket innebar att gymnasier, KOMVUX och högskolor och universitet i Sverige kunde öppna fysiskt igen från och med den 15 juni om inte läget ändrar sig.
Den 3 december 2020 meddelade Folkhälsomyndighetens generaldirektör Johan Carlson och utbildningsminister Anna Ekström att gymnasieskolor åter rekommenderas övergå till distansundervisning från och med 7 december 2020 till den 6 januari 2021 på grund av den ökade smittspridningen.
En studie genomförd 2020 visade att under pandemins första år hade 24 procent av svenskarna deltagit i distansundervisning som ursprungligen var avsedd att ske i ett fysiskt klassrum eller motsvarande. Skolinspektionen konstaterar att verksamheter som bedrivit fjärr- och distansundervisning under pandemin ändå hade fungerat väl men att kvaliteten varit mycket olika på olika skolor. Det hade visserligen inneburit en utveckling av digitala lösningar men slutsatsen var att det ändå inte erbjöd samma förutsättningar för undervisningen som i skolan. Att växla mellan distansundervisning och skolundervisning visade sig vara bättre för resultatet. Att yngre elever och sårbara elevgrupper hade kunnat undantas från fjärr- och distansundervisning hade väsentligt mildrat de negativa följderna för elevernas lärande och hälsa. En bedömning var att matematik och moderna språk påverkats mest negativt av distansundervisning vilket resulterade i ett kunskapstapp i dessa ämnen.

### Åtgärder gällande övriga samhället och begränsningar av publika arrangemang

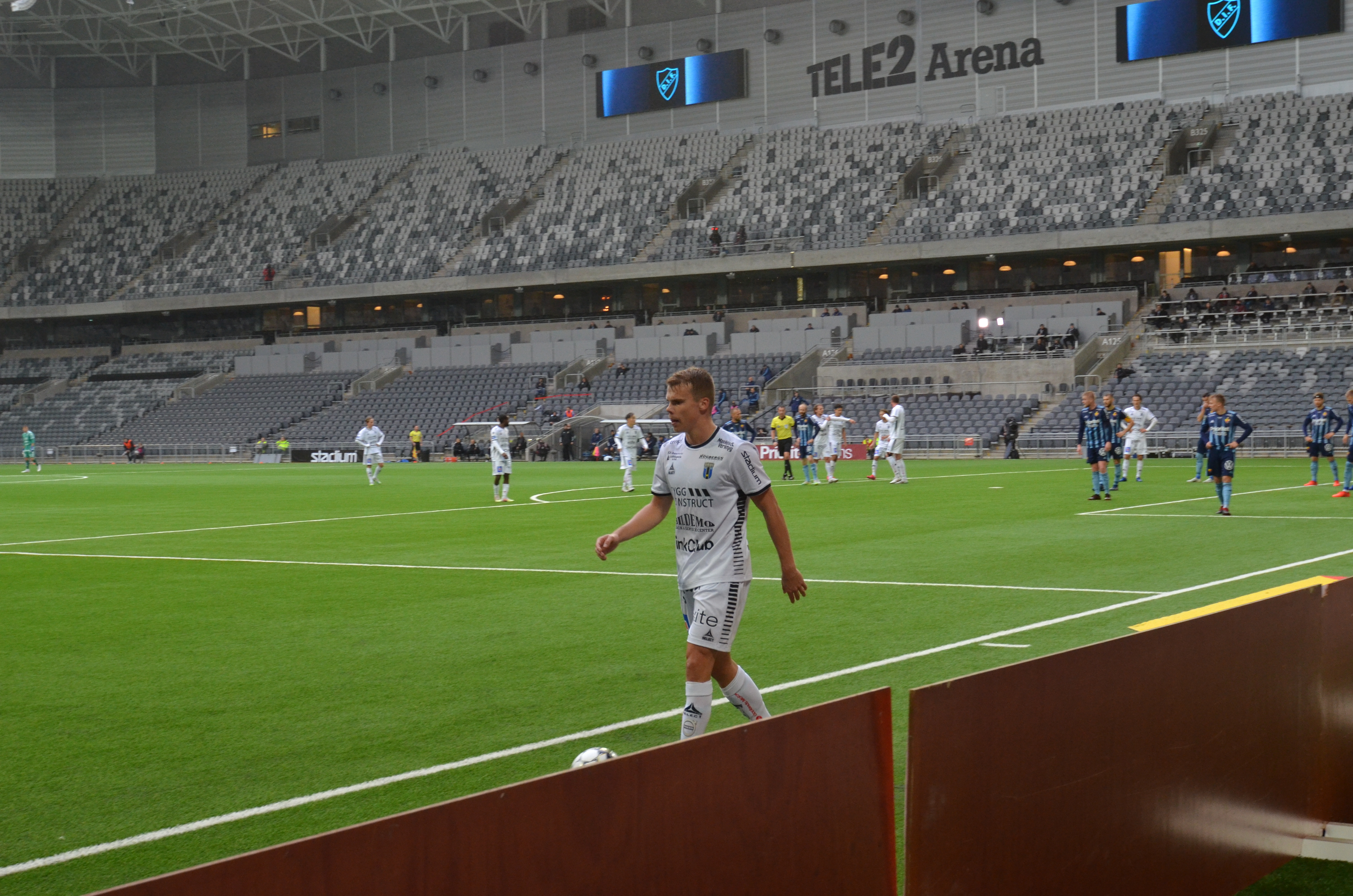
Interiören av Tele2 Arena vid en allsvensk match under coronapandemin.

Under pandemin var alla verksamheter i Sverige tvungna att vidta åtgärder för att minimera smittspridning.
Generellt stängdes inte restauranger av myndigheterna. Däremot fanns restriktioner som bland annat förbjöd servering över disk, att gäster var tvungna att kunna hålla avstånd och liknande. Restauranger och krogar som bröt mot restriktionerna och inte vidtog åtgärder kunde tvångsstängas. Skidanläggningar i Sälen, Vemdalen och Åre stängdes under påsklovet 2020.
Alla kultur- och idrottsevenemang med över 50 deltagare förbjöds från och med 27 mars 2020. I slutet av maj rapporterade kulturminister Amanda Lind och Folkhälsomyndigheten att elitidrott skulle få öppna igen från och med 14 juni, förutsatt att matcherna skulle vara publikfria och med enbart nödvändig närkontakt. Vid samma tid togs rekommendationen om att inte resa längre än två timmar från hemorten bort för elitidrottare, men fortsatt att gälla för övrig idrotts- och matchverksamhet på alla nivåer.

### Arbete i hemmet
Från den 16 mars 2020 rekommenderades arbetsgivare att uppmana sina anställda att om möjligt arbeta hemifrån. Innan pandemin arbetade runt 2 procent av svenskarna hemifrån på heltid, denna siffra ökade till 23 procent under pandemin. Totalt sett så arbetade häften av de yrkesverksamma svenskarna hemifrån vid något tillfälle under pandemin och 3 av 4 tjänstemän arbetade hemifrån. Bland de som arbetade hemifrån anser en majoritet att det fungerade bra. I en undersökning genomförd av Internetstiftelsen 2021 svarade 83 procent att arbetet hade fungerat bra och endast 2 procent svarade att det hade fungerat mycket dåligt att arbeta hemifrån under pandemin.
50% av antalet yrkesverksamma har arbetat hemifrån 2021. 9 av 10 vill fortsätta hemifrån när pandemin är över men lite mindre. Heltidsarbetande vill fortsätta med 2 dagar i veckan. Elever i skolan föräldrarna föredrar fysiska lektioner i undervisningen, fysiska lektioner ger bättre studieresultat.

### Åtgärder för resor
En allmän avrådan om icke-nödvändiga utrikes resor utfärdades av utrikesdepartementet den 14 mars 2020, och har successivt förlängts till den 15 juli. Folkhälsomyndigheten avrådde den 19 mars från icke nödvändiga helgresor och andra resor inrikes. Den 13 maj meddelade statsminister Löfven en rekommendation om att inrikes resor endast bör ske inom en till två timmars restid med bil ifrån hemorten, och då under vissa förutsättningar. Dessa är att inrikesresenärer använder sunt förnuft, stor försiktighet och ännu större eget ansvar så att risken för smittspridning i samband med den här typen av resor minimeras. Det som är avgörande är hur man tar sig till resmålet, vilka man umgås med och hur man rör sig på den plats som man besöker.
Den 17 mars kom Europeiska unionen överens om att stänga de yttre gränserna för icke nödvändiga resor i åtminstone 30 dagar. Europeiska medborgare omfattades dock inte av förbudet, och även om många inre gränser också stängdes tillät de flesta EU-länder medborgare att återvända hem via genomresa. 14 mars stängde exempelvis Danmark sina gränser för alla utan giltigt skäl, exempelvis arbete. Det var dock tillåtet att resa hem via Danmark. Godstransporter ska inte påverkas. Danska polisen konstaterade: "Personer som korsar den danska gränsen för att komma hem, till exempel svenskar som har varit på semester i utlandet, kommer anses ha ett giltigt skäl för inresa. Detsamma gäller vid transit på flygplatsen, och för flygpersonal.”

### Åtgärder i riksdagen

Ett diagram över riksdagen med 55 ledamöter.

Den 16 mars 2020 kom riksdagspartiernas gruppledare överens om att, på grund av coronaepidemin, minska ned antalet närvarande riksdagsledamöter till 55 stycken vid omröstningar. Enligt Riksdagens hemsida ligger samtliga gruppledare för de åtta riksdagspartierna bakom initiativet till minskat antal ledamöter. Enligt Moderaternas gruppledare Tobias Billström fördelas mandaten procentuellt enligt valresultatet så att proportionerna i kammaren behålls. Partierna tilldelades voteringsmandat enligt följande:
| Parti | Parti               | Antal mandat före den 16 mars 2020 | Andel av 349 mandat | Antal mandat efter den 16 mars 2020 | Andel av 55 mandat |
| ----- | ------------------- | ---------------------------------- | ------------------- | ----------------------------------- | ------------------ |
|       | Socialdemokraterna  | 100                                | 28,65 %             | 16                                  | 29,09 %            |
|       | Moderaterna         | 70                                 | 20,06 %             | 11                                  | 20,00 %            |
|       | Sverigedemokraterna | 62                                 | 17,77 %             | 10                                  | 18,18 %            |
|       | Centerpartiet       | 31                                 | 8,88 %              | 5                                   | 9,09 %             |
|       | Vänsterpartiet      | 27                                 | 7,74 %              | 4                                   | 7,27 %             |
|       | Kristdemokraterna   | 22                                 | 6,30 %              | 3                                   | 5,45 %             |
|       | Liberalerna         | 19                                 | 5,44 %              | 3                                   | 5,45 %             |
|       | Miljöpartiet        | 16                                 | 4,58 %              | 3                                   | 5,45 %             |
|       | Partilös            | 2                                  | 0,57 %              | 0                                   | 0 %                |

Delar av riksdagsarbetet och möten övergick till att föras över videokonferenser.
Riksdagspartiernas gruppledare beslutade den 6 september 2021 i samråd med riksdagens talman att efter riksmötets öppnande den 14 september återgå till normala arbetsformer i riksdagen med möjlighet för samtliga 349 riksdagsledamöter att delta i voteringar.
Riksdagen återgick till normala arbetsformer i februari 2022 efter Coronapandemin.

## Hälsa och sjukvård under pandemin

### Beredskap före pandemin
Bedömare i både Sverige och internationellt hade innan utbrottet av covid-19, insett att världen förmodligen skulle drabbas av en pandemi inom en snar framtid. Pandemiberedskapen beskrivs i skriften Pandemiberedskap utgiven 2019. Broschyren nämner inte smittskyddsmaterial utan bara beredskapslager för mediciner och vaccin som delvis låg under myndighetens ansvar. Folkhälsomyndigheten bedömde i februari 2018 att Sveriges beredskap inför en pandemi var god. Samma bedömning gjordes av bland annat statsepidemiolog Anders Tegnell i samband med H1N1-pandemin 2009. Mia Brytting, tidigare enhetschef för laborativ virus- och vaccinövervakning vid Folkhälsomyndigheten, menade att man hade många medel för att lindra en influensapandemi. Exempel på detta var att man deltog i ett globalt nätverk med andra länder under Världshälsoorganisationen för utbyte av information vid misstänkta virusutbrott, att man hade tecknat avtal om prototypvaccin med Glaxo Smith Kline, och köpt in antivirala läkemedel.
Det är Folkhälsomyndigheten som har ansvar för nationella lager av beredskapsläkemedel och att ta fram rekommendationer för hur dessa ska användas. Sveriges regering gav i februari 2020 Folkhälsomyndigheten i uppdrag att säkerställa att det finns tillgång till behandling med vaccin vid en pandemisk influensa. Pandemier utreds även som ett särskilt hälsohot i den av regeringen i augusti 2018 tillsatta utredningen "Utredningen om hälso- och sjukvårdens beredskap (S2018:09)". Utredningen redovisas i SOU 2022:6 del 1 och del 2.
I 2019 års Global Health Security Index, framtagen och utgiven av Johns Hopkins Center for Health Security, ansågs Sverige vara en av de "mest väl förberedda" länderna i världen på en epidemi eller pandemi, och rankades som sjua totalt. Sverige ansågs vara ett av de länder som i högst grad kunde förhindra framväxten av en ny patogen, ett av de länder som snabbast kunde upptäcka en epidemi liksom kunde rapportera en epidemi av internationella mått, och ansågs i allmänhet utgöra en lågriskmiljö. Sveriges hälso- och sjukvård fick dock ett lägre betyg, med frågetecken kring om den var tillräckligt utbyggd och robust för att kunna behandla sjuka och skydda anställda.År 2017, innan coronautbrottet, hade Sverige ett relativt lågt antal sjukhusplatser per capita, med 2,2 sängar per 1 000 invånare och antalet intensivvårdsplatser var 5,8 per 100 000 invånare. Tyskland hade i samma undersökning om Europas intensivvård 29,2 platser och bara Portugal hade färre platser ån Sverige på intensivvården. Det totala antalet intensivvårdsplatser i svensk sjukvård före pandemin var 526 stycken alltså ännu färre än i denna undersökning.
I februari 2020 skrev regeringen att Sverige vid ett pandemiutbrott hade omfattande beredskapsplaner på nationell, regional och lokal nivå – planer som även omfattade "den sjukdom orsakad av det nya coronaviruset (2019-nCoV) som nu har ett utbrott i Asien." De beskrev vidare hur det operativa arbetet skulle ske på regional och lokal nivå, och att arbetet samordnades på nationell nivå av Folkhälsomyndigheten. Vidare att varje region hade en smittskyddsläkare som ansvarade för att ta fram en regional pandemiplan, i samverkan med regionernas beredskapsansvariga. Via Världshälsoorganisationen, Europeiska unionen och Europeiska smittskyddsmyndigheten konstaterades att man hade internationellt samarbete kring beredskapen.
För samordning av beredskapsarbete och i samband med en pandemi bildade Folkhälsomyndigheten våren 2020 en nationell pandemigrupp, med representanter från Folkhälsomyndigheten, Socialstyrelsen, Myndigheten för samhällsskydd och beredskap, Läkemedelsverket, Arbetsmiljöverket, Sveriges Kommuner och Regioner och länsstyrelserna.

### Stora brister i de svenska lagren av skyddsmaterial uppenbaras
I slutet av februari 2020 rapporterade Sveriges Radio Ekot att den svenska sjukvården endast hade tillräckligt med personlig skyddsutrustning för att kunna klara av att vårda 100 coronasmittade patienter i 14 dygn. Flera regioner hade redan då inlett arbetet med att bygga upp lager av sjukvårdsmaterial, samt se över möjligheten att ställa om sjukvårdens resurser.
Historiskt har Sverige haft ett stora beredskapslager, vilka dock avskaffades efter bred politisk enighet i början på 2000-talet. År 2014 beslutade Myndigheten för samhällsskydd och beredskap exempelvis att andningsskydden i beredskapslagren skulle avvecklas, och 7,3 miljoner ansiktsmasker brändes upp på regeringens order eftersom vissa av dem var för gamla. Lena Hallengren, Sveriges socialminister mellan 2019 och 2022, uttryckte självkritik om beredskapslagrens avskaffande, och hon och flera andra har påpekat att beredskapslager borde återinföras och återuppbyggas.

### Omprioritering och utbyggnad av vårdkapaciteten
Under mars månad 2020 koncentrerades resurserna till intensivvård på många platser runt om i Sverige, vilket innebar att vård som kunde anstå ställdes in. Vissa landsting ställde in alla planerade (icke-akuta) operationer för att spara skyddsutrustning, införde besöksrestriktioner för närstående på sjukhus och ersatte fysiska patientmöten med videomöten, där så var möjligt. Från mitten av februari till april hade antalet planerade operationer minskat med 63 procent. Johnny Magnusson, regionstyrelsens ordförande i Västra Götalandsregionen, menade att detta skulle leda till vårdköer under lång tid framöver.

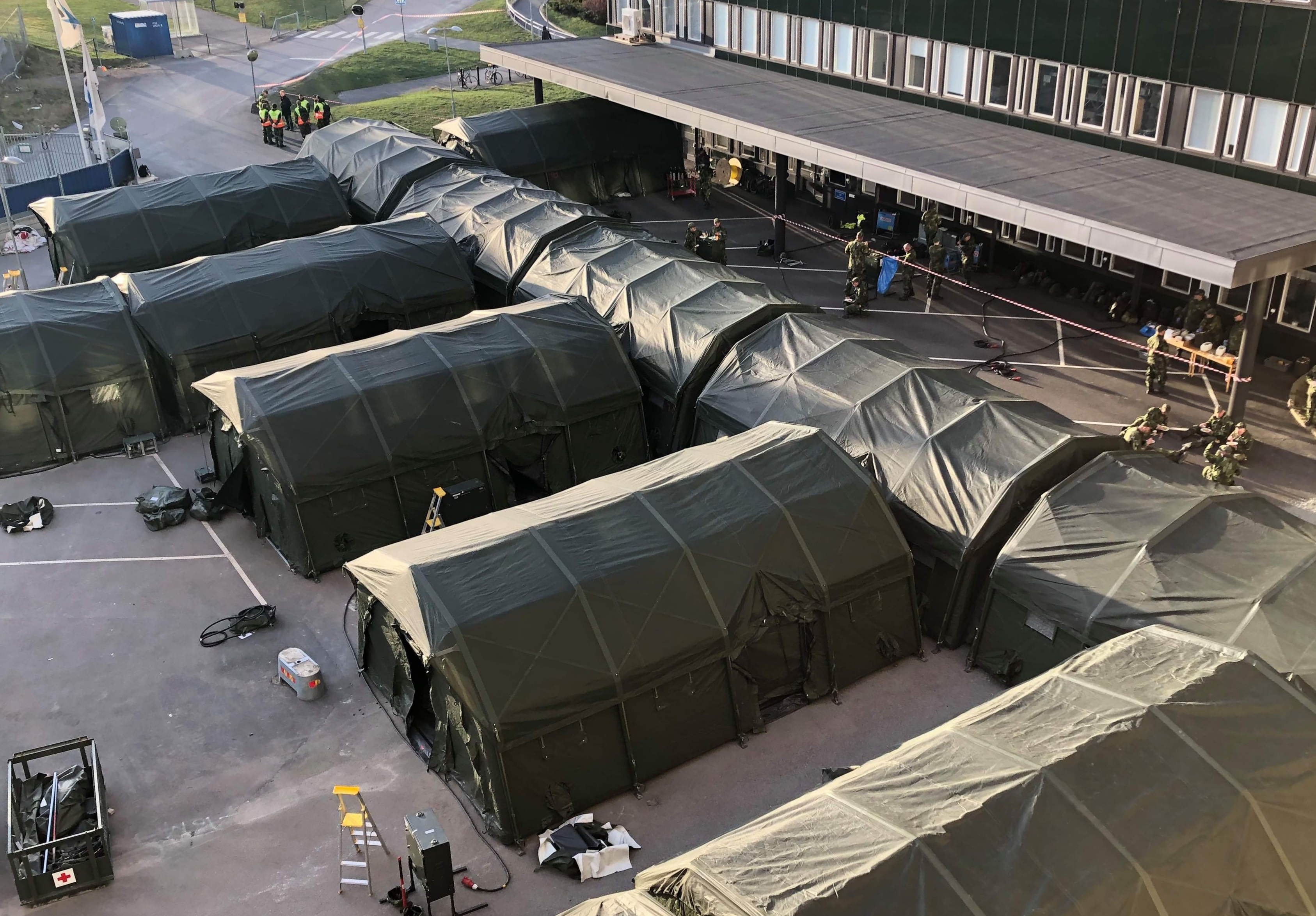
Ett fältsjukhus utanför Östra Sjukhuset i Göteborg den 23 mars 2020. Tälten innehöll tillfällig intensivvårdsavdelning för covid-19-patienter.

Tidigt under pandemin började man i många regioner att kraftigt bygga ut antalet intensivvårdsplatser. Socialstyrelsen genomförde i januari 2020 en kartläggning av landets intensivvårdskapacitet med isolering, men ville inte lämna ut resultatet till media, med hänvisning till att siffrorna ”skulle kunna medföra att samhällets säkerhet skulle äventyras om de blev kända”. Socialstyrelsen fick den 18 mars 2020 regeringsuppdrag att samordna utbyggnaden av kapaciteten. För att stötta vården i Göteborg etablerades tillsammans med Försvarsmakten i mars ett fältsjukhus vid Östra sjukhuset på begäran av Västra Götalandsregionen. Fältsjukhuset bestod av 27 tält och 70 vårdplatser och var verksamt fram till augusti 2020 då det inte längre ansågs nödvändigt. I många regioner byggdes antalet intensivvårdsplatser ut under april. I Stockholm byggdes exempelvis Stockholmsmässan i Älvsjö om till ett fältsjukhus, men när det avvecklades i juni hade inte en enda patient vårdats där. Region Stockholms hälso- och sjukvårdsdirektör Björn Eriksson menade att det berodde på att mobiliseringen vid akutsjukhusen hade överträffat förväntan.

### Platssituationen
I slutet av maj 2020 hade det generell inte varit någon brist på intensivvårdsplatser i Sverige. Dessutom fanns det möjligheter att utöka platserna vid behov och fördela patienter mellan sjukhus. Covid-19 patienterna hade i april stått för cirka 60 procent av de belagda platserna inom intensivvården. Det fanns ett överskott av platser på cirka 20 procent. Eftersom landets regioner drabbats olika hårt förekom avvikelser från detta genomsnitt. Region Sörmland hade flyttat flera patienter till andra regioner för avlastning. Beredskapen att flytta patienter mellan regionerna stärktes med helikoptrar och ambulanser från försvaret. Under mitten av april var situationen sammantaget bättre än vad många hade befarat. Karolinska universitetssjukhuset hade fortfarande kapacitet för fler intensivvårdspatienter och detsamma gällde för landet som helhet.

### Arbetssituationen
Samtidigt slet arbetssituationen hårt på de vårdanställda. Vårdtiderna på intensivvården blev längre än normalt, men samtidigt överlevde över 80 procent intensivvården i Sverige vid den här tiden och allt fler kunde skrivas ut från intensivvården.Den 31 mars 2020 rapporterade Sveriges Television att tre läkare och två sjuksköterskor intensivvårdades i Stockholm. I samband med nyheten uppmärksammades också en oro som flera av de anställda inom vården hade då de upplevde att kraven på skyddsutrustning hade sänkts. Sverige led också brist på skyddsmaterial och desinfektionsmedel (handsprit). Den 13 april kunde Socialstyrelsen meddela att Sverige hade fått bättre tillgång till handsprit.

### Riktlinjer för prioriteringar
Vid den här tiden förtydligade socialstyrelsen sina etiska riktlinjer för prioritering av akutsjukvård i ett hypotetiskt läge då intensivvårdsplatserna inte skulle räcka till. Man skulle då prioritera den som hade tillräckligt god hälsa för att klara intensivvård. Andra faktorer, som hemort, skulle inte ha betydelse, utan patienter skulle i övrigt behandlas lika.

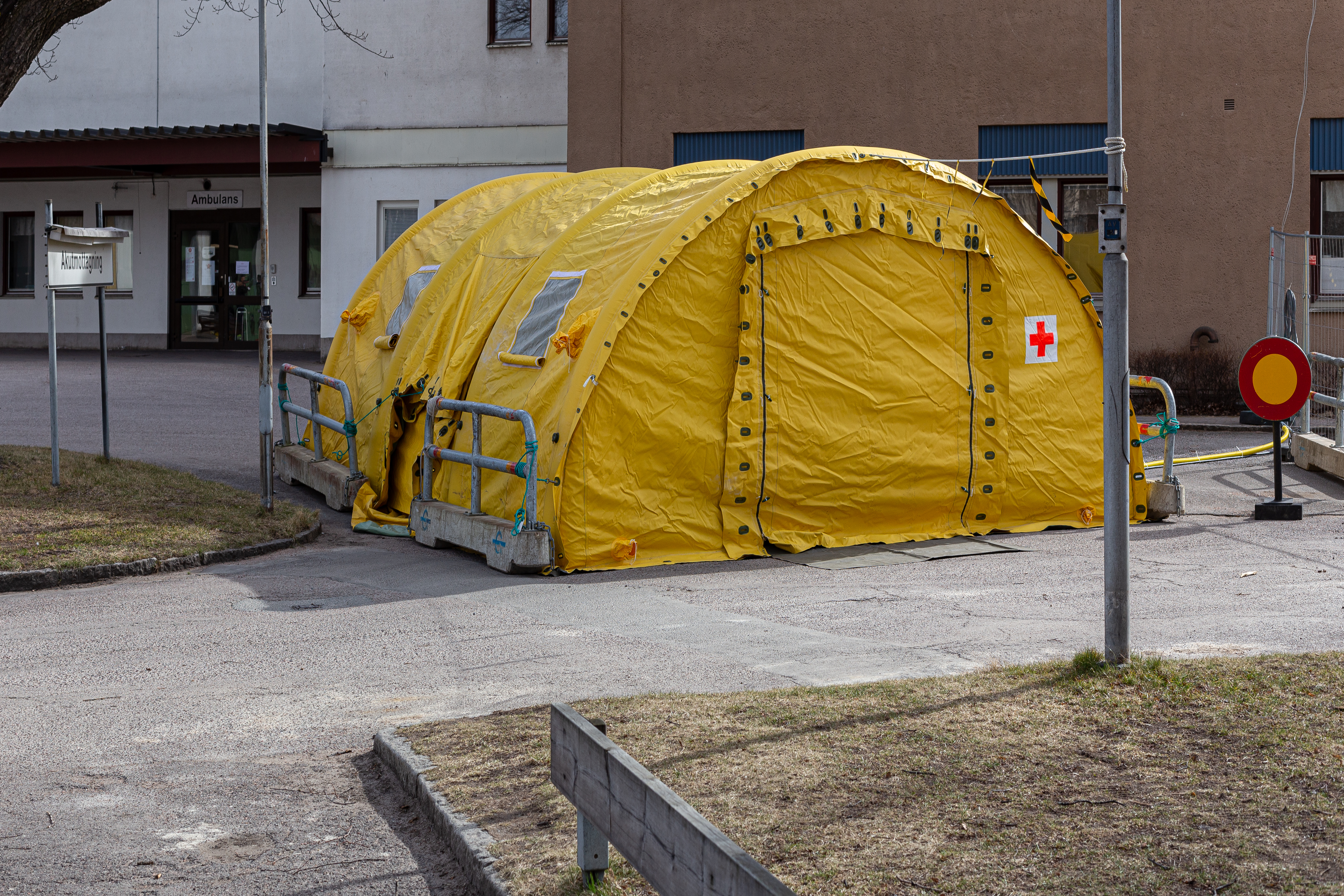
Sjukvårdstält utanför Avesta lasarett, taget i bruk 27 mars 2020, där patienter till akutmottagningen testas innan de får komma in i byggnaden.
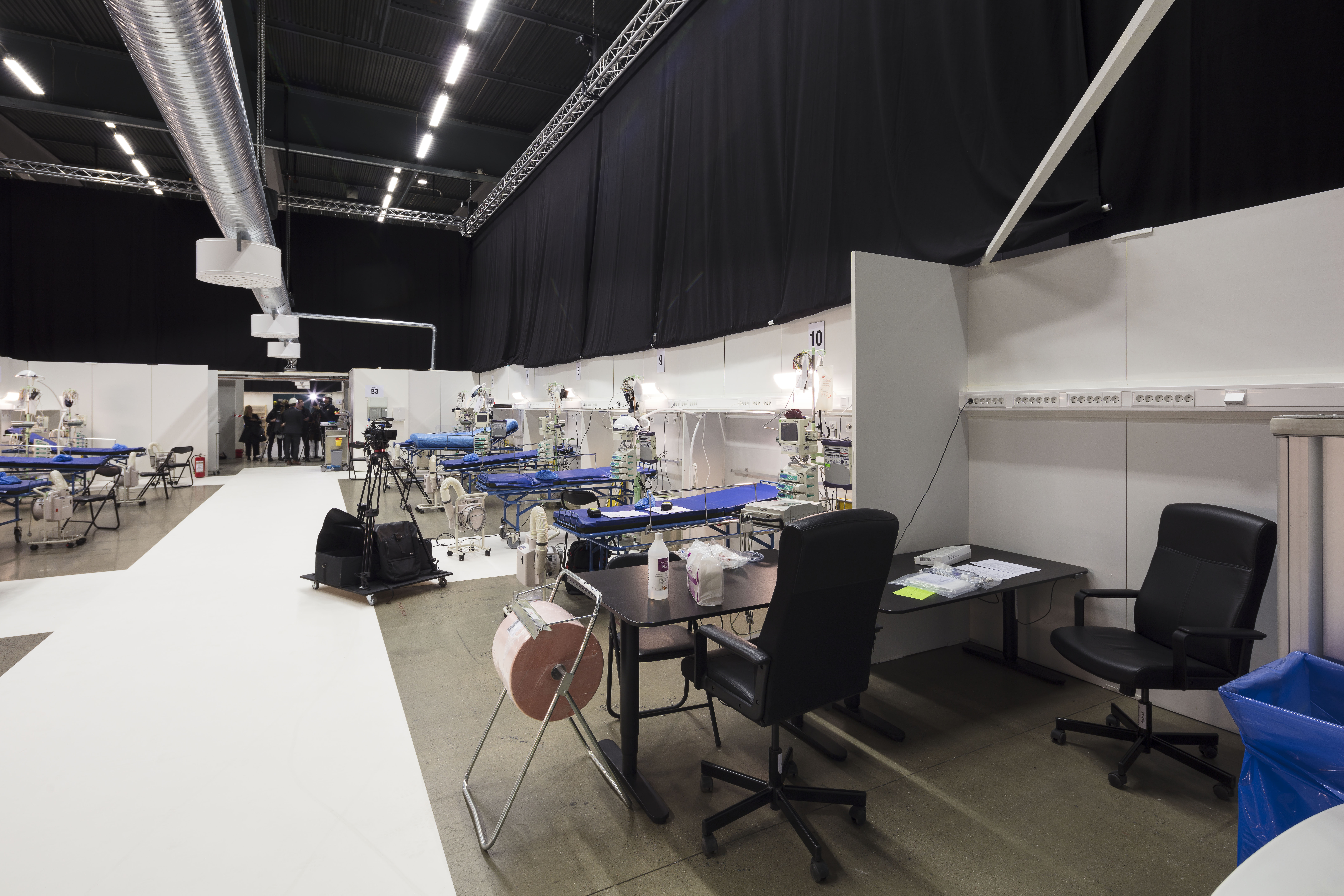
Stockholmsmässans fältsjukhus blev klart den 30 mars 2020.

### Situationen i äldrevården
I juni 2020 konstaterade aktörer som Världshälsoorganisationen och FN:s befolkningsfond att äldre personer tillhör en riskgrupp i samband med covid-19. Äldre som bor på äldreboenden, särskilt inom äldrevård, är i synnerhet sårbara för infektioner och kan påverkas mycket allvarligt av covid-19. Samtidigt kan äldre som lever ensamma ha svårt att få tillgång till korrekt information, mat, medicin och andra nödvändigheter i när social (fysisk) distansering är rekommenderad, och när civilsamhället på grund av nedstängning begränsats.
Coronasmitta har orsakat många dödsfall på vårdboenden runt om i landet och redan i maj 2020 hade man fall med smitta på äldreboenden i alla län. Tidiga studier indikerade att smitta kom in på äldreboenden genom vårdboendes sjukhusbesök, nyinflyttade äldre, symtomfri personal som bar på smittan och besök från tiden innan besöksförbudet. Socialstyrelsen och Folkhälsomyndigheten tog därför fram ytterligare råd och rekommendationer, för att bättre kunna skydda äldre på boenden. Dödligheten är alltid högre på äldreboenden än utanför men en klart större överdödlighet registrerades under pandemin.
Kritik väcktes också, bland annat från Yngve Gustafson, professor i geriatrik vid Umeå universitet, om att många på särskilda och andra äldreboenden inte fick vård på sjukhus, utan bara palliativ vård. Gustavsson vände sig mot att man utan undersökning och bedömningar beslutade om palliativ vård ibland per telefon. Han menade att sjukhusens trombosprofylax, syrgasbehandling och bättre övervakning kunde göra stor skillnad i utgången av sjukdomen. Han refererade till att geriatriska slutenvården hade kunnat skriva ut 7 av 10 patienter med covid-19. Sörmlands Media fann vid en granskning att riktlinjer från Socialstyrelsen resulterat i att Region Sörmland och kommunerna hindrat de boende i särskilda boenden från att få sjukhusvård. Thomas Lindén på Socialstyrelsen menade dock att den symtomlindrande behandlingen på äldreboendet i många fall var bästa vården för människor i livets slutskede.
Den 24 september 2020 beslutades att avskaffade besöksförbudet vid äldreboenden från 1 oktober, trots att ökad smittspridning rådde i Sverige. Bara en vecka senare konstaterades att smittspridningen ökade på äldreboenden.
Den 24 november 2020 publicerade IVO en rapport med hård kritik mot regionerna. "IVO konstaterar allvarliga brister hos regionerna vad gäller medicinsk vård och behandling av personer på särskilda boenden för äldre under covid-pandemin. IVO gör bedömningen att ingen av regionerna har tagit det fulla ansvaret för att säkerställa en individuellt behovsanpassad vård och behandling /.../ Utifrån den granskning av journaler som IVO genomfört så har ungefär en femtedel av personerna på äldreboendena inte fått någon individuell läkarbedömning".
Coronakommissionen första delrapporten handlade just om äldreomsorgen och konstaterade att Sverige hade misslyckats med att skydda de äldre, att äldreomsorgen var "oförberedd och illa rustad att hantera en pandemi" och att bristerna inom äldreomsorgen hade varit kända sedan länge. Kommissionen menade att både nuvarande och tidigare regeringar bar ansvaret. Kommissionen föreslog att den medicinska kompetensen måste höjas i äldreomsorgen, det måste finnas tillgång till sjuksköterskor dygnet runt, kommuner måste få anställa läkare, och att tillgången till medicinsk utrustning måste stärkas på särskilda boenden. Vidare föreslogs att personalkontinuiteten förbättras genom att villkor och status för äldreomsorgens anställda förbättras, att antalet medarbetare per chef bör minska, att antalet timvikarier minskas och antalet heltider och grundbemanningen istället ökas. Kostnadsökningarna för att genomföra dessa satsningar har uppskattats till 3 miljarder per år under kommande tio år. 
Greger Bengtsson, samordnare för äldreomsorgen på Sveriges Kommuner och Regioner, menar att kostnaden för äldreomsorgen är 140 miljarder kronor om året. Det motsvarar 25 procent av kommunernas kostnadsbörda. De demografiska förändringarna att andelen av invånare som är över 80 år ökar, orsakar att äldreomsorgen kan komma att kosta 70 miljarder kronor mer om 10 år. Detta är en kostnadsökning utan standardförbättringar. I budgeten 2021 gjorde regeringen en rekordstor satsning på äldreomsorgen på 4,3 miljarder kronor.

### Vaccineringsprogrammen
Efter att de första doserna Comirnaty-vaccin levererats till Sverige 26 december 2020 inleddes vaccineringen den 27 december. I första fasen vaccinerades de med särskilt behov av skydd. I andra fasen som inleddes i februari 2021 omfattades även vårdpersonal och personer över 70 år. Fram till sommaren 2021 var största delen av framför allt de äldre åldersgrupperna vaccinerade mot covid-19.

## Konsekvenser för sjukvården

### Vårdskuld och sjukvårdsberedskap
Under 2020 genomfördes 23 procent färre operationer än tidigare år i Sverige. Färre besökte läkare, exempelvis akutmottagningar, diabetes-, stroke- och psykvården. Sannolikt lades många av dessa fall på landets vårdkö och blev en vårdskuld inför framtiden. Cirka 6 000 färre fall av cancer diagnosticerades. Upptäckten av dem fördröjdes sannolikt och fallen riskerar att bli svårare att behandla när de väl diagnosticeras.
Socialstyrelsen rapporten “Analys av första covid-19-vågen” konstaterar att specialistvården genomförde drygt 90 000 färre operationer och andra behandlingar inom vårdgarantin under mars–augusti 2020 vilket ger en vårdskuld.
I mars 2020 var kunskaperna kring smittspridningen av covid-19 och sjukdomens behandling okända. Sjukvårdens omställning under första vågen ledde till att planerad vård ställdes in. Brist på skyddsutrustning, material och läkemedel försvårade läget. Det ökade mängden av uppskjuten vård och påverkade planerade operationer. Vårdproduktionen minskade mest under första vågen, främst månaderna april–maj 2020.
Minskningen i antal operationer var störst inom området rörelseapparaten –28 193 (15%), samt mag-tarmkanalen och därtill hörande organ –9 366 (–7%). Den största procentuella minskningen under pandemiperioden skedde inom område oral kirurgi (–23 procent) samt inom området öron, näsa, hals och struphuvud (–19 procent). Till exempel ökade väntetiderna för operation av gallblåsan med 2 månader.
Brister i vården har förvärrats under pandemin. Vårdplatser är en bristvara för vården dels för att vårdplatserna har omprioriterats till covid-19-vården, dels på grund av ökande personalbrist. Det har påverkat antalet operationer och minskat möjliga vårdperioder i slutenvården. Förutom intensivvårdspersonal, råder en generell brist på grund- och specialistutbildade sjuksköterskor. Under andra vågen kunde vården anpassa omställningen efter regional smittspridning. Kunskapen om behandling av covid-19 var större. Regionernas åtgärder för att arbeta in uppskjuten vård ökade. Socialstyrelsen redovisade 1 oktober 2021 Uppdämda vårdbehov över de uppdämda vårdbehoven .
Coronapandemin visade att beredskapen med läkemedelsförsörjning, sjukvårds- och skyddsutrustning hade stora brister. Marknadens just-in-time-produktion kunde inte kunde inte klara en kris i en global pandemi. Staten tillsammans med regionerna, bör hålla omsättningslager och beredskapslager för att tillgodose behovet av sjukvårdsmaterial och läkemedel. 

### Övrig påverkan på vården
I Socialstyrelsens rapport Analys om pandemins effekter på vården beskrivs utvecklingen.
Under hösten 2021 spreds RS-virusinfektioner tidigare än vanligt för vintersäsongen, något som började avta i januari 2022. Främst påverkar denna sjukdom små barn som belastade akutmottagningar och intensivvård. Den tidiga och kraftiga säsongen berodde förmodligen på de utebliva säsongerna våren 2020 och vintern 2020–2021, vilket var en bieffekt av pandemirestriktionerna mot covid-19, där isoleringen också medför att immuniteten mot RS-viruset i befolkningen blivit sämre, samtidigt som fler barn fötts under perioden. Vissa regioner blev tvingade att ställa in planerad vård för barn och unga för att hantera situationen.
På samma sätt resulterade pandemirestriktionerna även i en försämrad immuniteten hos befolkningen mot säsongsinfluensa vilket ökade belastningen på vården. Säsongsinfluensan 2021–2022 startade tidigt i slutet av november 2021 och började avta i januari 2022, vilket är tidigt jämfört med säsongerna före pandemin.
En annan påtaglig effekt av pandemin var den försämrade arbetsmiljön inom vården då vårdpersonal inte kunde återhämta sig under pandemins tidiga vågor. De långtgående effekterna på svenska vård efter pandemin är ännu oklara.

## Samhälleliga konsekvenser

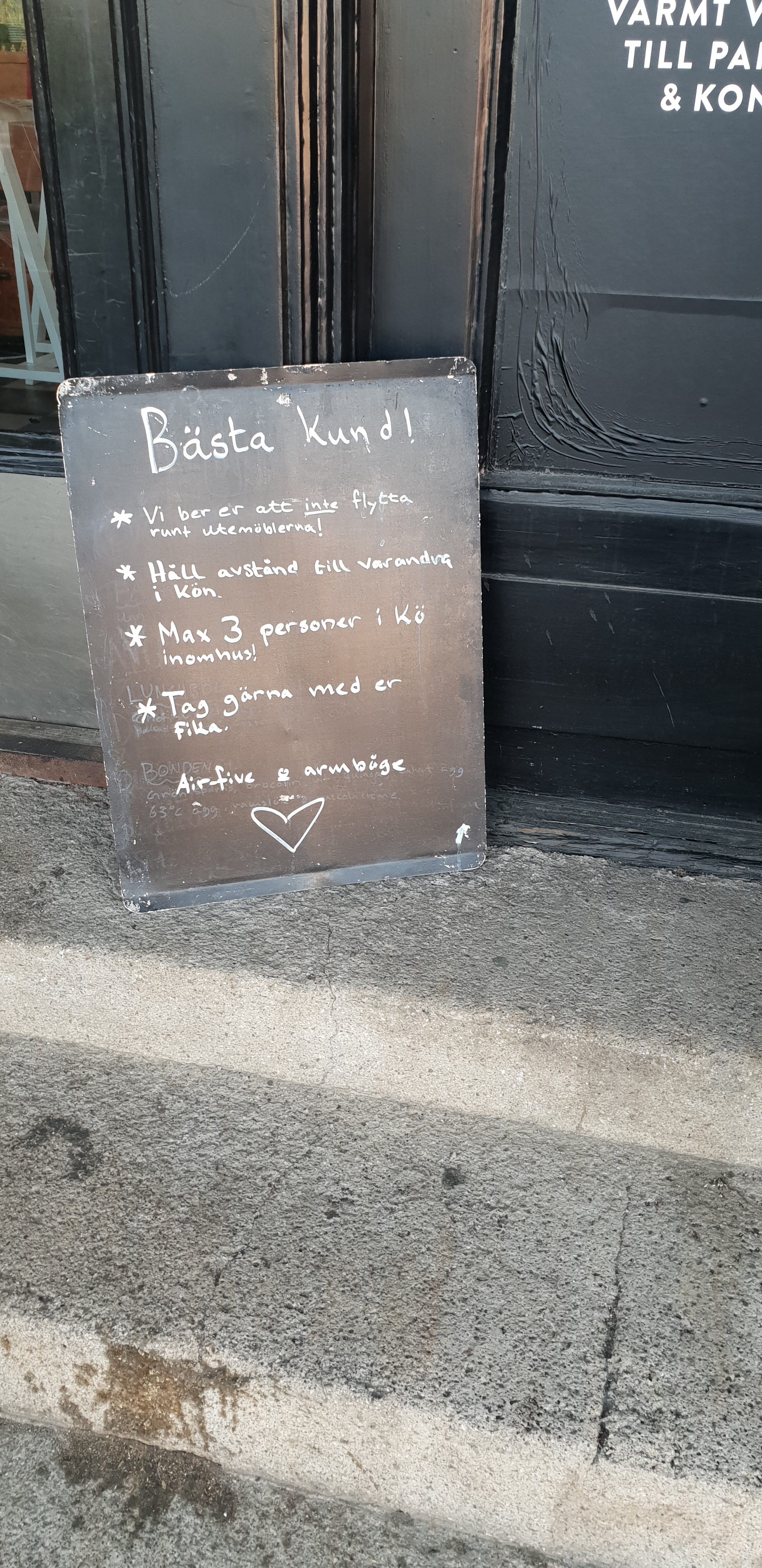
Många företag, inte minst inom tjänstesektorn, tvingades att anpassa sin verksamhet till folkhälsomyndighetens rekommendationer och förbud utfärdade av regeringen.

### Ekonomiska konsekvenser under 2020
Pandemin riskerar att få stora ekonomiska och samhälleliga konsekvenser, både direkt genom de konsekvenser som covid-19 ger och indirekt genom de åtgärder som olika länder och områden genomför för att stoppa smittspridningen. 12 mars 2020 rasade Stockholmsbörsen med 11,13 procent, efter Donald Trumps beslut om att stoppa flygresor från Schengenområdet till USA. Det är den högsta noterade nedgången på en dag som har uppmätts på OMX30. Från årsskiftet fram till och med 19 mars hade börsen gått ner med 24,53 procent. Globalt har finansmarknaden påverkats negativt av reseförbud som har införts, stängda gränser och lockdown.
Nedstängningen av allt fler sektorer gjorde att många företag snabbt tvingas dra ner på verksamheten. Stefan Fölster kalkylerade i en debattartikel på Svenska Dagbladet att 14 procent av svenska företag skulle bli konkursmässiga inom tre månader av den rådande isoleringen, och 22 procent om isoleringen sträcks ut till ett halvår. Effekten av det, menade han, skulle bli en allmän kreditkris. Kerstin Hessius, VD vid Tredje AP-Fonden, uppmanade Sverige och världen att sluta med nedstängningen, med argumentet att fler skulle dö av de ekonomiska och finansiella konsekvenserna än pandemin i sig.
För att bemöta de ekonomiska konsekvenserna presenterade regeringen 16 mars ett paket för stöd åt drabbade företag med korttidsvarsel, där staten tar över ansvaret för sjuklön och medger uppskov i skattebetalningar. 11 mars avskaffade även regeringen karensdagen, för att sjuka inte skulle tveka att vara hemma. Inrikesminister Mikael Damberg konstaterade också i Aktuellt att man skulle se över möjligheter till ytterligare åtgärder riktade åt små- och medelstora företag, som har svårt att utnyttja de åtgärder som presenterades 16 mars och som ofta verkar i flera av de särskilt utsatta sektorerna, som turistnäring och hotell och restauranger. Den 25 mars presenterades således ytterligare ett krispaket, riktat till små och medelstora företag, och som omfattade 150 miljarder kronor. Förslagen innefattade tillfälligt sänkta arbetsgivaravgifter och egenavgifter, en statlig lånegaranti där staten garanterar 70 procent av lån från bankerna till företag, tillfällig rabatt för hyreskostnader, sänkt skatt till småföretagare samt anstånd för skatteinbetalning åt egenföretagare.
SAS Sverige meddelade 15 mars att bolaget tvingas reducera verksamheten kraftigt och dra ner personalen med 10 000 personer, det vill säga 90 procent av personalen. SAS varslade 28 april 5000 anställda. Varslet rör 1 900 heltidsanställda i Sverige, 1 700 heltidsanställda i Danmark och 1 300 heltidsanställda i Norge. Bilindustrin i Sverige har permitterat stora delar av sin personal på korttid: Biltillverkaren Nevs permitterade i mars 1 600 personer varav hälften i Sverige. I april kommer 400 personer i Sverige att korttidsarbeta för Nevs. Volvo Cars permitterade den 26 mars 25 000 personer i Sverige men fabriken i Torslanda öppnade produktionen igen den 20 april, liksom fabrikerna i Gent i Belgien. Produktionen anpassades efter efterfrågan. Volvo Cars varslade den 29 april 1300 personer i Sverige. Scania permitterade 19 000 personer den 26 mars och ska öppna produktionen igen den 20 april. Fabriken i Brasilien öppnar den 13 april. Volvo AB (Lastvagnar) permitterade 20 000 personer den 23 mars och kommer att börja med öppna motorfabriken i Skövde. Volvo AB fabriker i Kina och Japan är öppna. Likaså har flera andra metallindustrier som SKF och Sandvik permitterat.
Regeringen meddelade den 31 mars att arbetslösheten beräknas öka till runt nio procent under 2020 och att BNP förväntas sjunka med cirka fyra procent. Totalt varslades 36 800 svenskar från sina jobb under mars 2020 vilket var den högsta siffran någonsin i Sverige. Antalet nyinskrivna på arbetsförmedlingen ökade från 14 211 till 25 350 mellan vecka 13 och vecka 14 2020. I vårbudgeten fanns två scenarier. Ett sämre utfall där regeringen har räknat på ett alternativt scenario där coronakrisen blir betydligt mer långdragen. Man räknar då med att BNP skulle minska med 10 procent och att arbetslösheten skulle stiga till 13,5 procent. Det ska ställas mot huvudscenariot i regeringens prognos med en arbetslöshet på 9 procent under 2020 och 2021. Arbetslösheten i Sverige ökade med 100 000 personer från mars och var den 20 april 8 procent, och 410 000 personer.
Ovanstående beskriver den aktuella ekonomiska situationen då pandemin och restriktionerna fick stort genomslag i svensk ekonomi. I efterhand visade det sig att effekterna blev mindre omfattande: Sammantaget visar ekonomiska data att covid-19 pandemin hade störst påverkan på svensk ekonomi under de inledande månaderna april och maj 2020. Efter dessa månader är omsättningen lägre jämfört med föregående år och jämfört med årets början. Industrin återhämtar sig och försäljningen var i slutet av 2020 nästan lika stor som förväntat utifrån tidigare säsongsmönster.

### Långsiktiga konsekvenser
Riksbanken skriver om långsiktiga följder att pandemin kan leda till högre inflation på sikt. Stora penning- och finanspolitiska stimulanser över hela världen kan ge högre inflation beroende på att likviditeten, penningtillgången har ökat och likaså skuldsättningen har ökat. Sådana förlopp är kända från tidigare historiska skeenden. Inflationen drivs också av ökade produktionskostnader och lägre produktivitet.
Störningar i globala frakter och produktion kan leda till att företagens värdekedjor organiseras så att större delar av produktionen flyttas till Sverige eller länder i närområdet. Produktiviteten minskar då företagen inte kan utnyttja arbetsdelningen i globala värdekedjor. Dessa negativa effekter kan minskas av ökad användning av digitala lösningar för att sprida kunskap och ny teknik globalt även om produktionen blir mera lokal eller regional- sker mer lokal. Mer lokal produktion kan ge dyrare arbetskraft men detta kan ge investeringar i arbetsbesparande teknik vilket åter skulle höja produktiviteten.
Riksgälden beskriver utvecklingen som en historisk tvärnit med kraftig rekyl, men detta krävde stora stödpaket i flera omgångar och det ekonomiska utfallet varierade och blev olika för olika länder, branscher och företag.

### Konsekvenser för kultur och idrott
Pandemin, och inte minst begränsningen på större sammankomster än 500 personer, och efter 27 mars högst 50 personer, har haft stor påverkan på idrott och kultur. Flera lagsporter, bland andra basket, innebandy och ishockey, valde exempelvis att avsluta sina säsonger i förtid. De sista matcherna i bland annat ishockey och bandy spelades utan publik, och likaså SM-finalerna i bandy och futsal. Hanteringen av de sportsliga konsekvenserna har varierat. I Ishockey valde man exempelvis att inte utse någon svensk mästare eller flytta upp eller ned något lag i seriesystemet medan man inom innebandyn utsåg seriesegrarna till svenska mästare och flyttade ner de sämsta lagen och flyttade upp de bästa lagen planenligt, trots att inte alla serier var färdigspelade. 
Antalet deltagartillfällen i barn- och ungdomsidrotten har jämförts åren 2020 och 2019. Resultatet visar en minskning på 10 procent bland unga föreningsaktiva 7–20 år. Nedgången var jämn i olika kön och åldersgrupper. Deltagartillfällen minskade med 9–12 procent. Pojkar 17–20 år hade störst nedgånghela 16 procent.
Stödet till Idrotten och Kulturen granskades av Riksrevisionen i Operation Rädda branschen – statens krisstöd till idrott och kultur under coronapandemin. Riksidrottsförbundet bildade en referensgrupp från olika specialförbund i mars 2020.Gruppen skapade principer för stödet utformning till idrottsrörelsen. Filminstitutet använde besökarstatistik från Bioguiden för att uppskatta intäktsbortfall för biografer och distributörer. Intäktsbortfall kunde kompenseras inom filmområdet. Nackdelar i detta stöd fanns. Regeringen har få möjligheter att påverka idrottspolitiken. Regeringen ändrade styrningen till det andra stödet och betonade att medlen skulle bidra till en jämställd idrottsverksamhet. I praktiken verkar styrningen ha fått liten effekt på utformningen av Riksidrottsförbundets stöd.
På samma sätt har förbudet mot större folksamlingar tvingat teaterföreställningar, museer, konserter, biografer och liknade att stänga eller ställas in. Kulturminister Amanda Lind presenterade ett stöd på en miljard kronor, där 500 miljoner kronor är ett direkt stöd till kulturen. Stödet gällde dock inte statliga myndigheter, som Dramaten och Kungliga Operan. Vissa konsertlokaler, teatrar, museer och liknande har försökt nå ut med sin verksamhet via streaming och andra digitala lösningar, och vissa evenemang har tvingats genomföras utan publik men istället TV-sänds.
Rekommendationerna omkring fysiska avstånd och restriktionerna angående folksamlingar påverkade verksamheten på landets kommunala bibliotek. Under stora delar av våren av sommaren upphörde många biblioteksfilialer med sin publika verksamhet, alternativt begränsade tillgängligheten. Efter en lättnad i pandemitrycket på sensommaren öppnades verksamheterna till stora delar igen. På senhösten 2020, parallellt med stigande dödstal och andel smittade, återinfördes begränsningar på biblioteken. Bland annat tog många kommuner bort datorer, kopiatorer och besöksstolar, i ett försök att minska mängden besökare och längden på deras besök. Sedan regeringen och Folkhälsomyndigheten strax före jul meddelat skärpta regler för "icke-nödvändig" verksamhet, stängde många kommuner helt sina bibliotek. Frågan om vems ansvaret för stängningen var, och om det hade laglig grund, väckte debatt.
Det är fortfarande svårt att ge en bra skildringar av långsiktiga konsekvenser.

### Påverkan på resor
Utrikesdepartementet gav ingen information om att de skulle hjälpa medborgare som är fast utomlands med hemresa, utan uppmanade svenskar utomlands att be om hjälp från ansvarig resebyrå, flygbolag eller försäkringsbolag. Man räknade med att flera tusen svenskar är fast utomlands. Bland annat hade Peru helt stängt gränserna för både in- och utresor i upp till fyra veckor, vilket innebar att det fanns svenskar i Peru som inte kunde ta sig hem. Danmark fick Peru att acceptera att ett charterplan fraktade hem danskar och en del andra nordbor den 2 april och på detta exempel gick också ett charterplan från Peru till Sverige den 7 april. SAS flög båda planen.
Inrikesflyget i Sverige upphörde nästan helt. Norwegian stoppade allt inrikesflyg i april månad. Flygbolaget BRA hotas av konkurs och ställer in alla inrikesflyg.Senare rekonstruerades bolaget under 2020. Sas har enstaka plan i bruk som flyger på 4 destinationer från Arlanda: Kiruna, Luleå, Umeå och Visby. Även lokaltrafiken har minskat kraftigt. Skånetrafiken har fått ett halverat resande sedan mitten av mars. Västtrafik har minskat till cirka 50 procent av det normala resandet. Storstockholms lokaltrafik har också minskat resande.
I juni annonserade den finska inrikesministern Maria Ohisalo att svenska turister var förbjudna att resa in i Finland, medan turister från övriga Norden var välkomna. Även Danmark och Norge stängde gränserna för svenskar men planerade att öppna gränserna för övriga nordbor 15 juni.
Restriktionerna medförde stora minskningar i resandet från mars 2020. De största minskningarna var inom långväga flyg och sjöfart orsakade av minskade semester- och tjänsteresor. Regional kollektivtrafik och tågresandet hade största minskningen framför allt i rusningstid. Den genomsnittliga reslängden för bilresor minskade också.
Före pandemin ökade det internationella resandet och internationella långresor var vanliga ofta fler gånger per år i den rikare västvärlden, Klimatförändringar bidrog via flygskam till ökat fokus på hållbarhet. Samtidigt ökade resandet till evenemang men bidrog till fler men kortare resor. Varationen i resandet ökade vad gäller resmål och tidpunkt och arbete och fritid kombinerades. Vår fritid används för att öka inslaget i vardagen fört sol, tid med familjen och avkoppling. Stillasittande arbetsuppgifter leder till att människor satsar på hälsa och välmående under semestern.
Trender efter pandemin inom resandet som kommer att påverka turism och resande på lång sikt. Mer lokalt och inhemskt resande, resmål närmare hemmet. Hållbart resande, människor vill resa grönare med hänsyn till klimatet och med ansvar för de lokalsamhällen som är resmål. Digitala möten och konferenser har fått ett stort uppsving. Utomhusaktiviteter och friluftsliv har ökat i aktiviteter och som destinationer till exempel naturupplevelser. Resmålen har blivit mindre och stora resmål har minskat under pandemin.

## Opinion, media, granskning, utvärdering och ansvarsutkrävande
Den svenska öppna modellen har ifrågasatts av vissa forskare, både svenska och utländska. Den har rönt uppmärksamhet och analyserats i utländsk media. Även svenska debattörer har presenterat argument för och emot modellen. Mike Ryan vid världshälsoorganisationen (WHO) sa som svar på en fråga från en svensk journalist vid WHO:s pressträff den 29 april 2020 att risken för nya smittvågor var hög om kontrollåtgärderna släpptes för snabbt utan att ersättas med testning och smittspårning och stor följsamhet i befolkningen. Han nämnde Sverige som en möjlig framtidsmodell för samhällen som behövde anpassa sina fysiska och social relationer till närvaron av viruset på längre sikt.
Emanuel Karlsten uppmärksammade tidigt 2021 att en central formulering om den svenska coronastrategin ändrades i efterhand och okommenterat på regeringens webbplats från "Det övergripande målet med regeringens arbete är att minska takten på smittspridningen, det vill säga att platta till kurvan så att inte väldigt många blir sjuka samtidigt." till "Det övergripande målet med regeringens arbete är att minska smittspridningen i samhället."
Under pandemin har utfallet diskuterats i media, bland annat statistik om dödlighet i covid-19 och överdödlighet. Utvärderingen av hanteringen av pandemin beror inte bara på dödsfall utan också på skolresultat, sociala aktiviteters betydelse, skador på ekonomi och företag, förtroende för myndigheter.  Folkhälsomyndighetens generaldirektör Johan Carlson larmade i februari 2021 om mejl bestående av hot och hat, men enligt en granskning av Kvartal visade sig många mejl vara saklig kritik.
Sveriges Televisions VD Hanna Stjärne skrev i februari 2021 att det hade varit svårt att komma åt de ansvariga bakom hanteringen av den svenska strategin. Stjärne skrev att det bland annat berodde på den svenska förvaltningsmodellen och ansvarsfördelningen som gör det lätt för aktörer att peka ut någon annan som ansvarig. Sveriges Televisions chef för riksnyheter Charlotta Friborg beskrev det som att "jaga en hal tvål". Anders Holmberg vid Sveriges Television sa i december 2021 att ledningen för Folkhälsomyndigheten i över ett års tid, i princip varje vecka, hade bjudits in till programmet 30 minuter för att intervjuas, men att ledningen svarat att de inte ville medverka i den typen av program utan bara i korta nyhetsintervjuer.
Flera medier menade att offentlighetsprincipen och meddelarskyddet inte efterlevdes. Bland annat rapporterade Sörmlands tidningar hur regionen, kommuner och statliga myndigheter hade mörklagt och hemlighållit information, och bland annat hänvisat till sekretess för statistik. Eva Burman, chefredaktör för Sörmlands tidningar, sade att "det var en mörkläggning som jag aldrig på förhand hade kunnat drömma om" och att det är "jätteviktigt för demokratin att vi på riktigt har en offentlighetsprincip som fungerar, och det vi har sett under pandemin är att den inte fungerar." Medierna i P1 rapporterade flera gånger hur myndigheter hade använt sig av ovanliga sekretessregler avsedda för kristillstånd. En utredning tillsattes i april 2021 för att utreda om de sistnämnda hade försvårat för journalister som ville granska hanteringen av pandemin och om sekretessregler på ett oproportionerligt sätt hade begränsat möjligheterna till granskning. Utredningen publicerades i november 2021. Den sammantagna bedömningen enligt utredningen var att "möjligheten till insyn i myndigheternas arbete på ett övergripande plan är god, men att det finns exempel på direkta och indirekta inskränkningar som har haft en negativ effekt under pandemin." I utredningen förordas bland annat vikten av utbildningsinsatser kring offentlighetsprincipen och en regelbunden uppföljning av arbetet med öppenhet och insyn, samt en översyn av vissa bestämmelser för att tydliggöra deras tillämpning och minska risken för feltolkningar som kan leda till minskad insyn.
Mediebevakningen av coronautbrottet var till en början väldigt omfattande. På förstasidorna av aftonbladet.se, svt.se och dn.se handlade omkring 70 procent av alla artiklar om virusutbrottet den 11 mars 2020 och ett par veckor framåt. En uppskattning visar att ungefär 25 procent av alla artiklar i ett flertal större nyhetsmedier handlade om pandemin under perioden januari 2020 till april 2021.
En undersökning gjord 2020 visade att svenskarnas huvudsakliga källa för nyheter om coronaviruset under pandemin var tv (61 %) följt av digitala tidningar och nyhetssidor (48 %). På tredje plats kom myndigheters webbsidor vilket 23 procent använde för att inhämta nyheter från.

### Demonstrationer
Restriktionerna hade mött viss folklig kritik, vilket även Folkhälsomyndigheternas inställning till munskydd hade gjort. Men det utbredda vaccinationsprogrammet och diskussionen om att införa vaccinpass 2022 mötte större protester och vaccinationsmotståndet resulterade i demonstrationer i Sverige. Vaccinpass, coronapass eller covidbevis innebar att personer som var fullvaccinerade exempelvis skulle kunna få tillgång till kultur- och sportevenemang, till skillnad från personer som inte var vaccinerade. De tillämpades även vid utlandsresor.
Den 22 januari 2022 samlades mellan 8 000 och 9 000 demonstranter på Sergels torg i Stockholm för att protestera mot vaccinpass. Samma dag demonstrerade 3 000–4 000 personer i Göteborg och 800–900 i Malmö.

### Coronakommissionen
Den 30 juni 2020 tillsatte Regeringen Löfven II Coronakommissionen med Mats Melin som ordförande för att utvärdera de åtgärder som vidtagits för att begränsa spridningen av covid-19 i Sverige. Kommissionen lämnade ett första delbetänkande i december 2020 , ett andra delbetänkande i oktober 2021  och ett slutbetänkande i februari 2022.
I sitt slutbetänkande  menade coronakommissionen att inriktningen på råd och rekommendationer som människor förväntades att frivilligt följa var i grunden riktig. Denna inriktning borde dock inte ha hindrat Sverige från att i februari/mars 2020 ha valt mer kraftfulla och ingripande åtgärder. Råden borde också ha formulerats som tydliga förhållningsregler och inte ha varit öppna för tolkning, som exempelvis att "undvika onödiga resor" och hålla "lämpligt avstånd". Kommissionen menar att Folkhälsomyndigheten och regeringen genomförde "få, sena och föga kraftfulla" åtgärder jämfört med nordiska grannländer och i förhållande till smittspridningen, och att smittan därför fick onödigt stor samhällsspridning. Redan de hemvändande sportlovsresenärerna borde ha fått hemkarantän, inreseförbud införts tidigare och deltagartaket för allmänna sammankomster sänkts. Lagstöd hade behövts för att tidigt stänga publika platser, som köpcentrum, simhallar, restauranger, kultur- och idrottsevenemang och frisersalonger. Det var en riktig avvägning att hålla förskolor och grundskolor öppna och att övergå till distansundervisning på gymnasier och universitet. Myndigheten borde inte ha krävt full evidens för att rekommendera skyddsåtgärder, utan borde ha rekommenderat munskydd på publika platser så fort sådana fanns att tillgå.
Kommissionen föreslog att uppdelning av ansvaret för krisberedskap och provtagning på 21 regioner behövde ses över och att en ny instans för tydlig nationell krisledning behövde inrättas. Kommissionen föreslog att Folkhälsomyndigheten i framtiden borde delas upp, så att inte samma myndighet hanterar smittskydd och folkhälsa som är motstridiga ansvarsområden. Kommissionen menade att myndigheten i framtiden borde vara mindre toppstyrd och att regeringen i en framtida kris borde inhämta expertkunskaper från flera håll och skaffa sig ett eget expertråd. Regeringen borde inte okritiskt lyssna på Folkhälsomyndigheten, utan borde leda och göra de slutliga avvägningarna mellan olika samhällsintressen, och jämföra med andra regeringars beslut, vilket det råder oklarheter om regeringen hade gjort.
Mot slutet av Coronakommissionens arbete framkom det att regeringskansliet i slutet av 2020 och början av 2021 hade motarbetat kommissionen genom att inte lämna ut all information, som Kansliet för krishanterings minnesanteckningar från möten mellan berörda statssekreterare. Kommissionen efterfrågade material för att kunna se när viss information hade nått regeringskansliet. Tove Lifvendahl skrev i Svenska Dagbladet att "det är den arroganta, ovarsamma maktens förhållningssätt. Och det fräter på den konstitutionella demokratin som syra."

### Riksrevisionen
Riksrevisionen skrev i sin granskningsrapport den 17 maj 2022 bland annat att "statens arbete med att säkra tillgången på personlig skyddsutrustning under coronapandemin [...] inte bedrevs på ett effektivt sätt. Bristerna i regionernas och kommunernas försörjningsberedskap fanns före pandemin, och hade påtalats ett antal gånger /.../ regeringen och ansvariga myndigheter [borde tidigare] ha gjort mer för att åtgärda dessa brister." Riksrevisor Helena Lindberg sa att "i kristider prövas hur ansvariga myndigheter hanterar sitt ansvar och sina roller. Myndigheterna fokuserade på sina andra kärnuppgifter snarare än på att samordna sina åtgärder för en effektiv krishantering. Länsstyrelsernas tvekan var obefogad och bidrog till onödig fördröjning i statens krishantering."

## Statistik

### Smittspridning och dödsfall med bekräftad smitta
Absoluta antal av bekräftat smittade och döda, likaså en beräknad, på grund av invånarantal, befolkningsdel som insjuknat och avlidit. Andelen smittade och dödstal är inte utan vidare jämförbara på grund av skillnader i nationers olika många tester.

Bekräftade smittade i Sverige enligt WHO:s statistik. Ovan summerat, nedan dagsvärden. Att första vågen knappt syns i diagrammet beror på liten testning i allmänheten bara sjukhusinläggningar, boende på äldreboenden och personal testades i större utsträckning. Också den låga statistiken från 2023 beror på mindre testning. Källan för denna tabell och följande är WHO situation reports. Diagrammet är hämtat från tyska wikipedia. Den vertikala axeln i det översta diagrammet ger summan av insjuknade en viss dag och det undre ger antalet nyinsjuknade per dag.

Bekräftade dödsfall i Sverige enligt WHO:s statistik. Ovan summerat nedan dagsvärden. Antalet dödsfall ger en bättre bild av Covid 19 vågorna av smittspridning. Det övre diagrammet ger summerade antalet av döda på ett visst datum och det undre antalet döda en viss dag.

| Information | Diagrammet är avstängt. Grafer inaktiverades den 18 april 2023 på grund av programvaruproblem. Nya diagram kan skapas sedan december 2024. |

#### Dödsfall per dag (mars-juni 2020)
Datakällor: 
- I svart: Folkhälsomyndighetens officiella statistik, som sammanställs efter kl 11.30 varje dag och publiceras kl 14.00, där rapporteringen av fall ofta släpar efter upp till cirka tre veckor och siffrorna därför successivt justeras upp i efterhand.
- I orange: Databasen Coronakartan (och även Worldometer) är baserad på regionernas pressmeddelanden. Senaste siffran från Coronakartan justeras ofta ett dygn senare och brukar sedan ligga fast.

#### Vaccinering och dödlighet i Sverige jämfört med EU
Antal covidvaccindoser (per 100) och registrerade döda med covid-19 (per miljon) i EU och Sverige.

#### Antal smitt- och dödsfall kumulativt över tid

Antal bekräftade smittfall (blått) och antal döda (rött), kumulativt över tid. Logaritmisk vertikal skala. Linjerna indikerar brytpunkter i den exponentiella utvecklingen, vilket kan inträffa när smittspridningstakten ändras, men också när testtrategin byts och kan påverkas av eftersläpning i inrapporteringen.

#### Överdödlighet våren 2020 och våren 2021
| Information | Diagrammet är avstängt. Grafer inaktiverades den 18 april 2023 på grund av programvaruproblem. Nya diagram kan skapas sedan december 2024. |

#### Överdödlighet hos äldre våren 2020
Antal döda över 70 år per vecka (för veckonummer) och per 100 000 invånare i Sverige 2015-2020. Diagrammet visar den ökade dödligheten våren 2020 fram till den 17 maj, men att förhöjda dödstal förekommit tidigare, till exempel vårvintrarna 2015 och 2018.
| Information | Diagrammet är avstängt. Grafer inaktiverades den 18 april 2023 på grund av programvaruproblem. Nya diagram kan skapas sedan december 2024. |